# Personnages de Scream
Cet article concerne les personnages de la série de films. Pour les personnages de la série télévisée, voir Personnages de la série télévisée Scream.

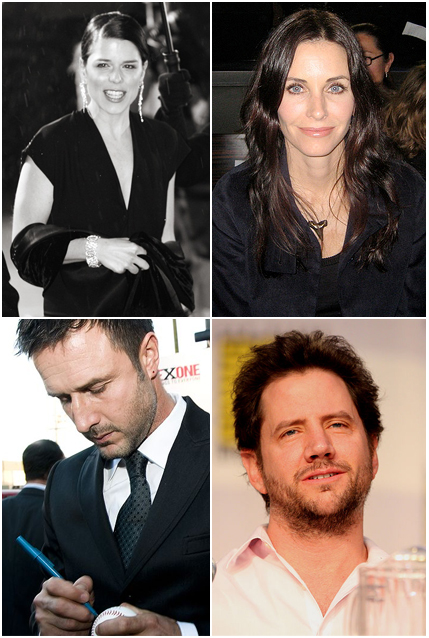
Neve Campbell, Courteney Cox
David Arquette, Jamie Kennedy.

Cette liste recense les personnages de la saga cinématographique Scream réalisée par Wes Craven.
Cette incroyable série se concentre sur le personnage de Sidney Prescott (Neve Campbell) et une succession de tueurs en série portant un déguisement de fantôme, surnommé Ghostface. La série comporte six films sortis en 1996, 1997, 2000, 2011, 2022 et en 2023. Sidney est accompagnée durant chaque film de Gale Weathers, une journaliste qui a écrit un livre sur le meurtre de sa mère, Maureen Prescott et de Dewey Riley, le shérif adjoint de Woodsboro à part dans le film de 2023 où Dewey et Sidney ne sont pas présents.

## Apparition des acteurs
| Acteur                | Personnage                  | Film     | Film                | Film     | Film     | Film          | Film      | Film     |
| Acteur                | Personnage                  | Scream   | Scream 2            | Scream 3 | Scream 4 | Scream (2022) | Scream VI | Scream 7 |
| --------------------- | --------------------------- | -------- | ------------------- | -------- | -------- | ------------- | --------- | -------- |
| Neve Campbell         | Sidney Prescott             | Présente | Présente            | Présente | Présente | Présente      |           | Présente |
| David Arquette        | Dewey Riley                 | Présent  | Présent             | Présent  | Présent  | Présent       |           | Présent  |
| Courteney Cox         | Gale Weathers               | Présente | Présente            | Présente | Présente | Présente      | Présente  | Présente |
| Jamie Kennedy         | Randy Meeks                 | Présent  | Présent             | Caméo    |          | Caméo vocal   |           |          |
| Liev Schreiber        | Cotton Weary                | Caméo    | Présent             | Présent  |          |               |           |          |
| Skeet Ulrich          | Billy Loomis                | Présent  |                     |          |          | Présent       | Caméo     |          |
| Matthew Lillard       | Stuart Macher               | Présent  | Caméo (non crédité) |          |          | Caméo vocal   |           | Présent  |
| Lawrence Hecht        | Neil Prescott               | Présent  |                     | Présent  |          |               |           |          |
| Drew Barrymore        | Casey Becker                | Présente |                     |          |          | Caméo vocal   |           |          |
| Rose McGowan          | Tatum Riley                 | Présente |                     |          |          |               |           |          |
| Roger L. Jackson      | Voix du tueur               | Présent  | Présent             | Présent  | Présent  | Présent       | Présent   | Présent  |
| Jerry O'Connell       | Derek Feldman               |          | Présent             |          |          |               |           |          |
| Elise Neal            | Hallie McDaniel             |          | Présente            |          |          |               |           |          |
| Timothy Olyphant      | Mickey Altieri              |          | Présent             |          |          |               |           |          |
| Laurie Metcalf        | Debby Salt / Nancy Loomis   |          | Présente            |          |          |               |           |          |
| Duane Martin          | Joel Jones                  |          | Présent             |          |          |               |           |          |
| Sarah Michelle Gellar | Casey « Cici » Cooper       |          | Présente            |          |          |               |           |          |
| Jada Pinkett Smith    | Maureen Evans               |          | Présente            |          |          |               |           |          |
| Omar Epps             | Phil Stevens                |          | Présent             |          |          |               |           |          |
| Patrick Dempsey       | Mark Kincaid                |          |                     | Présent  |          |               |           |          |
| Parker Posey          | Jennifer Jolie              |          |                     | Présente |          |               |           |          |
| Scott Foley           | Roman Bridger               |          |                     | Présent  |          |               |           | Présent  |
| Deon Richmond         | Tyson Fox                   |          |                     | Présent  |          |               |           |          |
| Emily Mortimer        | Angelina Tyler              |          |                     | Présente |          |               |           |          |
| Matt Keeslar          | Tom Prinze                  |          |                     | Présent  |          |               |           |          |
| Jenny McCarthy        | Sarah Darling               |          |                     | Présente |          |               |           |          |
| Lance Henriksen       | John Milton                 |          |                     | Présent  |          |               |           |          |
| Kelly Rutherford      | Christine Hamilton          |          |                     | Présente |          |               |           |          |
| Josh Pais             | Inspecteur Jason Wallace    |          |                     | Présent  |          |               |           |          |
| Patrick Warburton     | Steven Stone                |          |                     | Présent  |          |               |           |          |
| Heather Matarazzo     | Martha Meeks                |          |                     | Présente |          | Présente      |           |          |
| Emma Roberts          | Jill Roberts                |          |                     |          | Présente |               |           |          |
| Hayden Panettiere     | Kirby Reed                  |          |                     |          | Présente | Caméo vocal   | Présente  |          |
| Rory Culkin           | Charlie Walker              |          |                     |          | Présent  |               |           |          |
| Nico Tortorella       | Trevor Sheldon              |          |                     |          | Présent  |               |           |          |
| Erik Knudsen          | Robbie Mercer               |          |                     |          | Présent  |               |           |          |
| Marielle Jaffe        | Olivia Morris               |          |                     |          | Présente |               |           |          |
| Marley Shelton        | Agent Judy Hicks            |          |                     |          | Présente | Présente      |           |          |
| Alison Brie           | Rebecca Walters             |          |                     |          | Présente |               |           |          |
| Adam Brody            | Officier Ross Hoss          |          |                     |          | Présent  | Caméo vocal   |           |          |
| Anthony Anderson      | Officier Anthony Perkins    |          |                     |          | Présent  |               |           |          |
| Mary McDonnell        | Kate Roberts                |          |                     |          | Présente |               |           |          |
| Aimee Teegarden       | Jenny Randall               |          |                     |          | Présente |               |           |          |
| Britt Robertson       | Marnie Cooper               |          |                     |          | Présente |               |           |          |
| Melissa Barrera       | Samantha Carpenter          |          |                     |          |          | Présente      | Présente  |          |
| Jenna Ortega          | Tara Carpenter              |          |                     |          |          | Présente      | Présente  |          |
| Jasmin Savoy Brown    | Mindy Meeks-Martin          |          |                     |          |          | Présente      | Présente  | Présente |
| Mason Gooding         | Chad Meeks-Martin           |          |                     |          |          | Présent       | Présent   | Présent  |
| Jack Quaid            | Richard « Richie » Kirsch   |          |                     |          |          | Présente      | Caméo     |          |
| Mikey Madison         | Amber Freeman               |          |                     |          |          | Présente      |           |          |
| Dylan Minnette        | Wes Hicks                   |          |                     |          |          | Présent       |           |          |
| Sonia Ben Ammar       | Liv McKenzie                |          |                     |          |          | Présente      |           |          |
| Kyle Gallner          | Vincent « Vince » Schneider |          |                     |          |          | Présent       |           |          |

## Personnages principaux

### Sidney Prescott
Sidney Prescott est l'héroïne de la saga. Les motivations des divers tueurs au fil des chapitres et les meurtres ont tous un lien, plus ou moins rapprochés, avec Sidney.
Au départ, elle est une jeune femme fragile qui devient au fur et à mesure de ses traumatismes une femme forte, intelligente et combattante.
Avant les événements des films
Sidney est une étudiante au lycée de Woodsboro en Californie. Elle est en couple avec un garçon populaire, Billy Loomis, tandis que sa meilleure amie est Tatum Riley. Un jour, alors qu'elle revient des cours, elle tombe sur le meurtrier de sa mère que ce dernier vient d'assassiner et accuse Cotton Weary avec pour seule preuve le blouson de ce dernier sur le dos du tueur.
Scream
1996. Sidney Prescott vit avec son père, Neil Prescott, dans sa grande maison dans les collines de Woodsboro. Encore traumatisée par l'assassinat de sa mère presque un an auparavant, elle peine à avancer dont dans sa relation amoureuse avec Billy Loomis avec qui elle est en couple depuis 2 ans sans jamais avoir fait l'amour avec lui.
Après les meurtres de Casey Becker et Steve Orth, deux camarades de classe au Woodsboro High School, Sidney est bouleversée par la nouvelle et l'arrivée de tous les journalistes devant le lycée, ce qui lui rappelle la mort de sa mère. Le soir même, alors que son père est en voyage d'affaires, elle attend l'arrivée de Tatum Riley, sa meilleure amie, qui vient la chercher pour la ramener chez elle et passer le week-end avec elle. Mais entre-temps, Sidney est contactée par téléphone par l'homme qui a tué Casey et Steve la veille. D'abord à l'aise en pensant qu'il s'agit de Randy Meeks, l'un de ses amis, elle est menacée puis attaquée dans la maison pour une personne cachée sous le costume de Ghostface. La jeune femme parvient à se barricader dans sa chambre et prévient la police. Billy fait son apparition et tente de la réconforter mais son téléphone portable glisse de sa poche. Paniquée, elle prend la fuite et tombe sur Dewey Riley, le frère de Tatum et shérif adjoint, ainsi que son équipe de police qui arrête Billy. Au poste, Dewey tente de retrouver le père de Sidney sans la moindre trace de ce dernier. Il n’apparaît sous aucune liste de passagers sur un vol récent.
Chez Tatum, Sidney se rend compte que Billy est innocent après un appel du tueur la narguant d'être toujours en liberté. Puis, elle aperçoit aux informations le lundi matin un reportage sur Cotton Weary, l'homme accusé du meurtre de sa mère. De retour au lycée, Sidney à une vive altercation avec Gale Weathers, une journaliste à scandale, qui ne croit pas à l'éventualité que Cotton Weary soit le meurtrier de Maureen Prescott. Sidney se montre froide et craintive envers Billy et se dispute avec lui au sujet de sa mère. Quelques instants plus tard, elle est une nouvelle fois attaquée par une personne cachée sous le déguisement de Ghostface dans les toilettes du lycée. Après les récents événements, un couvre-feu est installé. En fin de journée, Sidney et Tatum ont une discussion au sujet de Maureen Prescott et Tatum lui avoue qu'elle commence à croire à toutes les rumeurs concernant les infidélités de sa mère avant son décès. Sidney doute de plus en plus de l'implication de Cotton Weary dans le meurtre, ce qui voudrait dire que le tueur est toujours en liberté depuis tout ce temps.
Au cours de la soirée, Tatum et Sidney se rendent chez Stuart Macher, le petit-ami de Tatum, qui organise une fête malgré les événements. Billy fait son apparition et Stuart leur propose de se rendre à l'étage pour discuter. Au cours de la discussion, Sidney reconnait ses torts, pardonne à Billy ses paroles récentes et couche pour la première fois avec lui. Mais au cours de la soirée, le tueur fait son apparition et fait plusieurs victimes dont Tatum et Kenny, le cameraman de Gale. Il blesse grièvement Dewey et Billy et attaque Sidney qui est pourchassée à travers toute la maison. Puis, Billy fait sa réapparition et tire sur Randy, dévoilant être le tueur contre toute attente. Lui et Sidney sont rejoints par Stuart, qui dévoile être le complice de Billy. Ils avouent à Sidney avoir également tué sa mère tout en faisant porter le chapeau à Cotton Weary un an auparavant jour pour jour. Bien que Stuart n'ait pas réellement de mobile, Billy déclare à Sidney le sien : Maureen était la maîtresse de Hank Loomis, le père de Billy, ce qui a provoqué le départ de sa mère et causé chez lui une profonde détresse psychologique. Puis, ils dévoilent être à l'origine de la disparition de Neil, lui ayant volé son téléphone pour passer leurs appels aux victimes et tourner tous les regards vers lui. Sidney parvient à se battre contre eux et à les tuer avec l'aide de Gale, en sauvant par la même occasion Hank. Au levé du jour, Sidney est prise en charge par les secours aux côtés de Hank, Randy et Dewey.
- Distinctions : 
  - 1997 : Saturn Awards : meilleure actrice. (Récompensée)
  - 1997 : Fangoria Chainsaw Awards : meilleure actrice. (Récompensée)
  - 1997 : MTV Movie Awards : meilleure actrice. (Nommée)
  - 1997 : Online Film & Television Association : meilleure actrice. (Nommée)

Scream 2
Quelques années après l'affaire de Woodsboro qui fait connaître Sidney au niveau mondial comme étant l’héroïne du massacre de la ville, elle étudie le théâtre et l'art dramatique à la fac de Windsor avec Randy. Elle se remet peu à peu de son traumatisme et de la mort de certains de ses proches et se reconstruit depuis cette première tuerie. Elle fréquente Hallie McDaniel, son amie et également colocataire de chambre à l'université, Mickey Altieri, un ami étudiant en cinéma et Derek Feldman, son nouveau petit-ami et étudiant en médecine.
Mais après la première du film Stab, qui retrace les événements de Woodsboro, Sidney est confrontée à un nouveau tueur, qui assassine violemment deux étudiants dans un cinéma où le film est projeté. Elle retrouve à cette « occasion » Dewey, qui fait son retour pour veiller sur elle, mais aussi Gale Weathers, avec qui elle entretient des relations tendues, et Cotton Weary, ce dernier étant désormais libre après avoir été innocenté du meurtre de Maureen Prescott, la mère de Sidney.
Puis, une autre étudiante est assassinée au sein du campus alors que Sidney est attaquée à son tour quelques minutes plus tard par une personne portant le déguisement de Ghostface. Alors que le tueur prend la fuite avec l'intervention de Derek, qui est blessé, et Dewey, elle n'a d'autre choix que de se rendre à l'évidence : le cauchemar recommence.
Quelques jours plus tard, le tueur tente de l'éliminer en plein cours d'art dramatique alors que cette dernière reprenait à peine l'envie de jouer. Dès lors, Sidney est accompagnée de deux gardes du corps tandis que le soutien d'Hallie et Mickey l'aide à tenir bon. Ses premiers doutes sur Derek grandissent de jour en jour alors que ce dernier montre tout son amour pour elle aux yeux de tous et lui donne ses lettres sous la forme d'un collier. Au cours de la journée, c'est au tour de Randy d'être assassiné ce qui provoque un choc pour Sidney.
Elle prend la décision de quitter la ville, accompagnée de ses deux gardes du corps et Hallie après le meurtre de Randy. Au cours de la soirée, ils sont tous les quatre attaqués par Ghostface à un feu rouge. Ce dernier tue l'un des deux gardes du corps, prend le contrôle du véhicule de police et percute le second officier. Il provoque un accident de voiture qui tue le garde du corps et le blesse par la même occasion. Alors que Sidney et Hallie arrivent à s'extirper de la voiture, Hallie est assassinée par surprise sous les yeux de Sidney qui s'enfuit, horrifiée.
Sidney parvient à prendre la fuite et se réfugie dans l'amphithéâtre de la fac, où elle retrouve Derek, inconscient, bâillonné et ligoté sur scène par les membres de sa fratrie étudiante. C'est alors le tueur fait son apparition et dévoile son identité : Mickey. Lui faisant d'abord croire que Derek est son complice, Mickey l'abat d'une balle en plein cœur sous les yeux de Sidney qui s'effondre en comprenant par les derniers mots de Derek que ce dernier ne lui aurait jamais fait de mal. Puis Gale Wheaters fait également son apparition au sein du théâtre en compagnie de Debbie Salt, une prétendue journaliste, qui la tient en otage. Sidney comprend qu'il s'agit en réalité de Mme Loomis, la mère de Billy, le principal antagoniste du premier film. Avec l'aide de Gale mais aussi celle inattendue de Cotton Weary, elle met un terme à l'horreur en tuant Mickey et Mme Loomis puis clame aux journalistes à la fin du film que le véritable héros est cette fois-ci Cotton, ce dernier l'ayant sauvée de Debbie Salt.
- Distinctions :
  - 1998 : MTV Movie Awards : meilleure actrice. (Récompensée)
  - 1998 : Blockbuster Entertainment Awards : meilleure actrice - catégorie Horreur. (Récompensée)
  - 1998 : Saturn Awards : meilleure actrice. (Nommée)
  - 1998 : Fangoria Chainsaw Awards : meilleure actrice. (Nommée)
  - 1998 : Online Film & Television Association : meilleure actrice dans les catégories Science-fiction / Fantaisie / Horreur. (Nommée)

Scream 3
Sidney vit désormais recluse dans une maison en forêt sous un faux nom, Laura, pour assurer sa sécurité et est devenue téléconseillère pour un numéro vert, pour lequel elle apporte soutien et réconfort à des femmes en détresse. Elle porte toujours le collier que Derek, son dernier petit-ami, lui a offert dans le précédent volet. Traumatisée pour tous les événements qu'elle a vécus, Sidney vit seule avec son chien et s'enferme à double tour.
Un nouveau film à la trilogie Stab, série de films qui retrace maintenant les deux premiers massacres, est en tournage mais est interrompu après la mort de deux personnes, dont Cotton Weary qui se fait assassiner avec sa petite amie Christine Hamilton par un nouveau Ghostface. Sidney replonge ensuite dans un cauchemar lorsque le tueur l'appelle chez elle pour lui annoncer un nouveau meurtre. L'assassin qui a réussi à la trouver, elle décide de s'en aller de chez elle pour Hollywood dans le but de retrouver Dewey et Gale qui eux-mêmes enquêtent sur la nouvelle vague de décès qui frappe les acteurs et actrices de Stab 3.
Elle accompagne Dewey, Gale ainsi que l'inspecteur Mark Kincaid aux studios Sunrise, où se déroulent de nombreux tournages dont celui de Stab 3. Alors qu'elle cherche à rendre une brosse à cheveux à Angelina Tyler, la comédienne qui incarne Sidney à l'écran, elle arrive par hasard sur le plateau de tournage du film où elle découvre ébahie la maison qu'elle habitait dans le premier volet, ainsi que celle de Stuart, toutes les deux reconstruites à l'identique. Sidney est ensuite attaquée par le tueur et reproduit exactement la même course poursuite que dans le premier film à l’intérieur de "sa maison". Elle échappe de justesse à la mort et est évacuée des studios pour le commissariat de police où Mark la met à l'abri.
Alors qu'elle se retrouve seule à farfouiller dans des coupures de journaux qui retracent son histoire, elle est contactée par le tueur qui lui ordonne de venir non armée au manoir de John Milton, producteur de Stab 3. À son arrivée, elle découvre Gale et Dewey ligotés et mal en point tandis que le tueur l'attaque. Elle commence une course poursuite avec le tueur dont elle ressort indemne. Dans une salle secrète, elle découvre que le tueur est Roman Bridger, le réalisateur de Stab 3. Il lui révèle être le fils de Maureen Prescott, ou plutôt de Rina Reynolds, pseudonyme qu'utilisait Maureen durant sa courte carrière d'actrice à Hollywood. Il est par conséquent le demi-frère de Sidney. À l'époque où elle est actrice, Maureen tombe enceinte de Roman. Mais conçu lors d'un viol, elle préfère ne pas le reconnaître et refait sa vie à Woodsboro en l'abandonnant. Roman reproche à Sidney d'avoir eu tout ce que lui aurait pu avoir. Pour se venger de Maureen, il la suit partout et réussit à la filmer lorsqu'elle rejoint Hank Loomis, le père de Billy. Avec une preuve de la relation entre Maureen et Hank, Roman montre la vidéo à Billy et provoque sans le savoir le massacre de Woodsboro. S'ensuit une violente bagarre au cours de laquelle Sidney prend le dessus sur Roman avant que ce dernier ne soit abattu par Dewey.
Le film se termine avec Sidney, chez elle, accompagnée de Dewey, Gale et Mark Kincaid qui s'apprêtent à regarder un film d'horreur avec du pop-corn. Puis, la porte d'entrée derrière Sidney s'ouvre toute seule avec le vent. Sidney la contemple puis s'éloigne en la laissant ouverte, signe que l'histoire est terminée et que la jeune femme est apaisée.
- Distinctions :
  - 2000 : MTV Movie Awards : meilleure actrice. (Nommée)
  - 2001 : Blockbuster Entertainment Awards : meilleure actrice - catégorie Horreur. (Récompensée)

Scream 4
Dans Scream 4, Sidney revient dans sa ville natale, Woodsboro, 11 ans après les derniers meurtres. Elle n'y était pas revenue depuis que son père y soit mort d'une crise cardiaque, comme nous pouvons le voir dans les scènes coupées, dans les 11 années qui se sont écoulées entre Scream 3 et Scream 4. Elle reprend contact avec Dewey et Gale, aujourd'hui mariés, avec qui elle est en très bons termes, ainsi qu'avec sa tante Kate, la sœur de Maureen Prescott, et fait la connaissance de sa cousine Jill ainsi que de ses amis. On apprend de la jeune Jenny Randall qu'après la sortie de Stab 3, Sidney a menacé de poursuivre la production de la saga s'ils continuaient à s'inspirer de la vie de la survivante.
Si elle revient en ville, c'est pour terminer sa tournée de promotion pour son tout premier livre, Loin des ténèbres, qui est un véritable succès. Puis de nouveaux meurtres ont lieu. Voulant quitter la ville au plus vite, Sidney est contrainte d'y rester, des pièces à convictions ayant été retrouvées dans sa voiture de location et faisant d'elle une suspecte. Elle en profite pour renouer avec ses proches mais le soir même, elle est témoin du meurtre violent d'Olivia Morris, une amie de Jill, qu'elle essaye de sauver en vain. Plus tard, elle licencie son attachée de presse, Rebecca, cette dernière paraissant exclusivement préoccupée par la publicité et l'argent que pourrait rapporter la situation, sans se soucier des blessures que porte Sidney après sa bagarre avec Ghostface chez Olivia. Rebecca trouve la mort quelques minutes plus tard et Sidney en sera malgré tout bouleversée.
Elle est ensuite invitée à venir aux "cours" de Charlie Walker et Robbie Mercer, deux fanas de films d'horreur qui lui rappellent que les nouveaux meurtres de Woodsboro sont un remake du premier massacre et non une suite des précédentes tueries orchestrées par les différents Ghostface. Sidney comprend alors que cette histoire pourrait bien se terminer dans un bain de sang lors d'une fête, sûrement au Stabathon, événement qui réunit les fans de la saga Stab qui regardent les films mis bout à bout chaque année.
Le soir même, au cours d'une discussion avec Jill, elle s'excuse pour ce qui est arrivé à Olivia et lui explique qu'elle tient moralement face à tout l'engouement médiatique autour d'elle en se concentrant sur ses proches. Puis, plus tard, le tueur la contacte pour lui annoncer que Gale est à l'hôpital, grièvement blessée à coup de couteau, ainsi que pour lui dire qu'il ne s'en prendra plus à ses amis mais à sa famille. En voulant s'assurer que Jill va bien, elle court à la chambre de la jeune fille et se rend compte qu'elle a fait le mur pour s'en aller chez Kirby. Alors qu'elle prévient Kate, toutes les deux sont attaquées par Ghostface. Ce dernier tue Kate tandis que Sidney en larmes tombe sur Judy, qu'elle informe de l'attaque dont elle vient d'être victime. Elle file ensuite chez Kirby pour récupérer Jill et la mettre à l'abri. Mais à peine arrivée, Sidney, Jill, Kirby, Trevor, Charlie et Robbie sont attaqués. Trevor disparaît, Robbie est poignardé par le tueur puis s'effondre et meurt de ses blessures face aux trois jeunes femmes. Sidney et Kirby tombent sur Charlie en se cachant au sous-sol après que Sidney a demandé à Jill de se cacher pour faire diversion. Le tueur contacte Kirby tandis que Sidney remonte aux étages, s'arme d'un couteau de cuisine pour se défendre en cas d'agression. En arrivant dans la chambre où elle avait laissé Jill, cette dernière n'y est plus. Après avoir "éliminé" Kirby, Charlie surprend Sidney et menace de la tuer, annonçant qu'il est l'un des meurtriers. À la grande surprise de Sidney, Jill se révèle être le second assassin et avoir agi pour la célébrité. Elle se débarrasse de Trevor d'une balle dans la tête, tue Charlie et finit par poignarder Sidney.
Les deux sont emmenées à l’hôpital tandis que Dewey comprend grâce à Gale que Jill est le tueur. Cette dernière surprend Sidney dans sa chambre et commence un violent combat avec elle. À bout, Sidney parvient quand même à mettre un terme à l'affaire en tuant sa cousine d'une balle avec l'aide de Gale, Dewey et Judy Hicks.
- Distinctions
  - 2011 : Scream Awards : meilleure actrice dans un film d'horreur. (Nommée)

Scream (2022)
Onze ans après les derniers meurtres perpétrés dans la ville de Woodsboro, Sidney vit aujourd'hui loin de cette ville dans laquelle elle ne compte jamais y remettre un pied. La première apparition de Sidney dans ce film se réalise peu de temps après l'attaque de Tara Carpenter : Dewey contacte Sidney pour la prévenir que Ghostface est de retour et pour s'assurer que cette dernière ne viendra pas en ville pour essayer d'aider. Dans cette conversation, Sidney nous dévoile qu'elle est désormais mariée et mère de famille.
C'est la mort de Dewey qui pousse Sidney à revenir à Woodsboro pour retrouver et soutenir Gale mais aussi pour tuer ce(s) nouveau(x) psychopathe(s) qui multiplie les meurtres et terrorise la ville. Sidney rencontre Samantha Carpenter, nouvelle victime au centre de l'histoire et fille cachée de Billy Loomis. En posant un tracker GPS sur la voiture de Samantha, Sidney se rend compte que celle-ci se trouve dans la maison de Stuart Macher, lieu du massacre du premier film. 25 ans après, Sidney revient donc dans l'ancienne demeure Macher pour en finir une bonne fois pour toutes avec le nouveau Ghostface et s'engage dans un combat brutal avec ce dernier pour finir par découvrir que Amber Freeman et Richie Kirsch sont les nouveaux assassins. Pendant que Samantha s'occupe de Richie, Sidney combat Amber avec l'aide de Gale et parvient à la neutraliser. Sidney s'en sort blessée mais vivante auprès de Gale.
Scream VI (2023)
Sidney n'apparaît pas. Gale révèle à Sam et Tara que Sidney va bien, mais qu'elle ne viendra pas à New York car en entendant l'apparition d'un nouveau Ghostface, elle est partie se cacher avec Mark et ses filles.

### Dewey Riley
Dewey est considéré comme l'élément comique du trio central tout au long des quatre films.

Scream
Dwight "Dewey" Riley est le shérif adjoint de Woodsboro, le frère de Tatum Riley, le beau-frère de Stuart Macher et par conséquent un ami de Sidney Prescott. Il a 25 ans.
Après une série de meurtres, il contribue à l'enquête, sera chargé de protéger Sidney et sera aidé par la journaliste Gale Weathers, pour qui il a des sentiments naissant tout au long du film.
Il est poignardé par Ghostface dans le dos, touchant sa moelle épinière comme dit dans Scream 2, mais survit pour être emmené à l'hôpital. Néanmoins sa sœur Tatum perdra la vie au cours de la fameuse soirée où les identités des tueurs seront révélées.
- Anecdotes : Dewey était supposé mourir dans le scénario original après le coup qu'il reçoit dans le dos. Mais le fait que Wes Craven et le public aimaient énormément le personnage changera la donne. Il est aussi dit que Wes Craven voulait aussi qu'il y ait un troisième tueur en la personne de Dewey.

Scream 2
Il revient dans ce film, mais affaibli à la suite de son coup de poignard dans le dos, touché à la moelle épinière.
Il se rend à la fac de Windsor pour aider Sidney et veiller sur elle et tenter de découvrir qui veut la tuer à nouveau après deux premiers meurtres. Sa relation avec Gale s'est énormément détériorée depuis Woodsboro, cette dernière ayant critiqué l’expérience dans la police de Dewey dans son bouquin. Par conséquent, il lui envoie des piques et des réflexions chaque moment du début du film où il croise la route de Gale.
Après la mort de leur ami Randy, ils se rapprochent en enquêtant à nouveau ensemble sur l'affaire mais au moment où les deux personnages reprennent leur histoire, il est attaqué et poignardé à plusieurs reprises par le nouveau Ghostface, dont une nouvelle fois au dos.
Contre toute attente, il survit à nouveau après avoir été laissé pour mort sous les yeux de Gale dans l'enceinte de l'université.
- Distinctions :
  - 1998 : Blockbuster Entertainment Awards : meilleur acteur - catégorie Horreur. (Récompensé)

Scream 3
Dans ce troisième film, Dewey est conseiller technique sur le tournage du film Stab 3 et aussi l'un des gardes du corps de Jennifer, qui interprète le rôle de Gale Weathers dans ce film, malgré le fait qu'il boite encore depuis sa blessure dans le premier film. Initialement, Dewey se lance sur le tournage de Stab 3 lorsqu'il découvre avant les événements du film qu'un potentiel nouveau tueur en série pourrait faire son apparition après que des dossiers sur Sidney ont été volés.
Une fois de plus, sa relation avec Gale est au plus bas, lui reprochant de l'avoir délaissé alors qu'il se trouvait à l'hôpital après les événements du second opus.
Il manque de mourir à plusieurs reprises et recommence à se rapprocher petit à petit de Gale malgré une relation très ambiguë avec Jennifer. Ces trois-là forment ensuite une équipe, rejoints plus tard par Mark Kincaid et Sidney pour arrêter le tueur.
Finalement, il tue lui-même le nouveau Ghostface, sauvant la vie de Sidney, de Gale et de l'agent Kincaid.
Il demande en mariage Gale qui accepte malgré les hauts et les nombreux bas de leur relation.
- Distinctions :
  - 2000 : Blockbuster Entertainment Awards : meilleur acteur - catégorie Horreur. (Récompensé)
  - 2000 : Teen Choice Awards : meilleure alchimie - avec Courteney Cox. (Récompensé(s))

Scream 4
Il a épousé Gale et est toujours marié avec elle depuis plus de 11 ans. Il est retourné vivre à Woodsboro avec elle, devenant le nouveau shérif de la ville, là où les meurtres du premier film s'étaient déroulés. Leur relation connaît aujourd'hui quelques difficultés : Dewey est content de revivre dans sa ville natale mais Gale est malheureuse, ne trouvant plus l'inspiration pour écrire.
Dans ce film, Dewey remarche normalement.
Après une nouvelle série de meurtres par un nouveau Ghostface, Dewey enquête de nouveau en interdisant cette fois-ci à Gale de s'en mêler. Durant l'enquête, il retrouve Sidney, les rapports qu'entretiennent Gale et Dewey sont de plus en plus tendus, notamment à cause de l'adjointe Judy Hicks qui drague ouvertement Dewey ainsi que l'envie de Dewey d'éloigner Gale, cette dernière refusant de rester de marbre face à l'affaire.
Ils finissent par se réconcilier après que Gale s'est fait poignarder par Ghostface. Il se rend rapidement compte que le tueur principal n'est autre que Jill et manque de se faire tuer par cette dernière. Il survit une nouvelle fois à la fin du film.
Scream (2022)
Deux jours après l'attaque violente sur Tara, sa sœur Samantha vient à la rencontre de Dewey pour savoir le maximum de choses qui pourrait l'aider à survivre de la part d'un « expert ». Dewey est aujourd'hui âgé de 50 ans et vît seul dans une caravane. En dépression, ce dernier vît seul depuis son divorce avec Gale il y a 6 ans. En effet, ces derniers étaient partis à New York pour démarrer une nouvelle vie et permettre à la carrière de journaliste de Gale de repartir à zéro mais Dewey n'a pas supporté ce train de vie et a fini par partir au bout de deux mois seulement en laissant Gale. Aujourd'hui, il a pour habitude de regarder tous les matins le talk show de Gale qui est maintenant à New York. Dewey possède également les cendres de sa sœur, Tatum Riley.
En parlant avec Samantha, les premiers doutes de Dewey se centre sur Richie, le petit ami de cette dernière. Cette fois-ci, c'est Dewey qui révèle les règles pour survivre dans un film d'horreur aujourd'hui : ne jamais croire le petit ami de l'héroïne, le motif du tueur a toujours un lien avec le passé tandis que la première victime est toujours rattachée à un groupe d'amis. Il lui demande donc de chercher des suspects du côté de ses propres amis tout en refusant de l'aider plus, les neuf coups de couteaux qu'il a subis à travers les différents massacres et ses liaisons nerveuses touchées étant la preuve qu'il n'est pas près de recommencer. Juste après, Dewey appelle Sidney pour la prévenir du retour de Ghostface et lui demande de ne pas venir à Woodsboro sous aucun prétexte. C'est au téléphone avec Sidney que Dewey révèle ne plus faire partie de la police de Woodsboro et qu'il n'a pas parlé à Gale depuis des années.
Après le meurtre de son amie Judy Hicks et de son fils Wes, Dewey retrouve Gale venue couvrir l'évènement puis décide finalement d'aider Samantha à traquer le tueur et se rend à l'hôpital de la ville pour y retrouver Tara qui subit une nouvelle attaque de Ghostface. L'arrivée de Dewey et Samantha parvient à faire fuir le tueur mais ce dernier réapparait et s'engage dans un combat avec Dewey qui lui tire ensuite dessus. Tandis qu'il aide Samantha, Tara et Richie à s'enfuir, Dewey décide de revenir vers le tueur pour l'achever d'une balle dans la tête et en finir pour de bon mais un coup de fil de Gale le distrait et le tueur en profite pour le surprendre et le poignarder avec deux couteaux différent. Le tueur lui argue que c'est pour lui un honneur de le tuer, l'éventre brutalement tandis que Dewey regarde une dernière fois Gale sur une photo d'eux deux qui apparaît en fond d'écran de son téléphone puis meurt.
Son décès affecte énormément Gale qui s'effondre en comprenant sa mort. La mort de Dewey est également la raison pour laquelle Sidney revient en ville. Gale, malgré sa blessure par balle à la fin du film, demande à Sidney de mettre un terme à tout ça en tuant le ou les tueurs, pour Dewey. Lors de leur combat avec Amber, cette dernière révèle que c'est elle qui a tué Dewey. Par vengeance, Gale lui tire dessus plusieurs fois ce qui la projette sur la gazinière allumée. Une fois les tueurs morts, Gale révèle à Sidney et Samantha qu'elle n'écrira pas cette fois un livre sur les meurtres de Woodsboro mais sur le courage et la bravoure du shérif de Woodsboro, Dewey Riley.
Scream VI (2023)
La mort de Dewey hante toujours Gale, car c'était le grand amour de sa vie. Il est mentionné à plusieurs reprises par différents personnages, dont Ghostface.

### Gale Weathers
Le personnage de Gale Weathers est un personnage assez complexe, tant par le fait qu'on ne soit pas toujours sûr de ses réelles intentions vis-à-vis de personnages tels que Dewey dans les deux premiers Scream mais aussi car il évolue considérablement de film en film, passant de femme opportuniste, garce à la recherche de gloire à une personne bienveillante, se souciant de la vie d'autrui puis à une femme au foyer. Ses différentes épreuves dans les 4 films différents lui permettront de créer un lien avec Sidney et Dewey et notamment de devenir à l'instar de Sidney, une héroïne à part entière.
Scream
Gale Weathers est une journaliste, envoyée spéciale pour Top Mag, Top Story en anglais, une émission visant les adolescents et les jeunes adultes, qui obtient un certain succès. Elle se présente comme étant une garce à l'arrivisme exacerbé, prête à tout pour obtenir un scoop.
Avant les événements de Woodsboro, Gale s'est impliquée dans le reportage du meurtre de Maureen Prescott. Elle a même écrit un livre portant sur l'affaire et le procès de Cotton Weary. Gale est manifestement la seule à être convaincue de l'innocence de Cotton, raison pour laquelle ses relations avec Sidney sont si mauvaises.
Elle revient à Woodsboro avec son ami et cameraman Kenny pour couvrir la série de meurtres qui vient d'avoir lieu dans la ville avec l'espoir d'obtenir le prix Pulitzer. Ses relations avec Tatum et Sidney sont très froides, surtout avec cette dernière qui en viendra même  aux mains près du poste de police. Elle se sert également de Dewey pour avoir le plus de renseignements sur l'enquête mais est vite prise à son propre jeu, des sentiments naissants entre eux.
À la fin du film, elle dépose une caméra cachée dans le salon de Stuart pour couvrir la soirée et enregistrer le moindre incident. Elle découvre ensuite la voiture de Neil Prescott après avoir embrassé Dewey non loin de chez Stuart. Elle retourne chez ce dernier puis découvre le corps de Kenny et est ensuite victime d'un accident de voiture en évitant d'écraser Sidney qui court sur la route, totalement effrayée. Vivante, Gale se procure une arme à feu et tente de tirer sur Billy alors que ce dernier allait tuer Sidney et son père. Mais le cran de sûreté est activé ce qui empêche Gale de tirer. Elle est assommée avant de reprendre connaissance et de réussir à tirer sur Billy, sauvant Sidney. Après les événements de Woodsboro, Gale écrit un nouveau livre sur les meurtres de Woodsboro.
Scream 2
Gale se rend à la fac de Windsor où ont eu lieu deux meurtres lors de la projection du film Stab, film retraçant les événements de Woodsboro directement inspiré de son livre devenu un best-seller. Dans l'intention d'obtenir un nouveau scoop, elle amène avec elle Cotton Weary à la rencontre de Sidney. Cette dernière n'étant pas au courant, la confrontation tourne mal et Gale est une nouvelle fois frappée par Sidney en public.
Gale est donc aujourd'hui « amie » avec Cotton, lui-même révélant que Gale fut l'élément central de sa libération. Elle enquête indirectement avec le shérif Hartley et Dewey pour se rendre compte que les victimes de la fac de Windsor portent les mêmes noms que les victimes de Woodsboro.
Gale et Dewey enquêtent ensemble après le meurtre de leur ami, Randy, malgré les nombreuses tensions entre eux, et en viennent à la conclusion que le tueur réalise un schéma ressemblant à la tuerie de Woodsboro.
Vers la fin du film, Gale est attaquée dans l'enceinte de l'université mais survit en se barricadant dans une pièce après avoir vu impuissante Dewey se faire poignarder. En s'échappant, elle tombe sur Debbie Salt. Gale n'est ensuite plus visible jusqu'à la fin du film, lorsque Debbie pénètre dans l’amphithéâtre avec Gale, pointant son arme sur cette dernière, révélant qu'elle est l'un des deux tueurs. Debbie Salt braque son arme sur Gale et Sidney mais tire sur Mickey. Après avoir reçu trois balles, Mickey tire à son tour par réflexe sur Gale, touchée aux côtes et chutant entre la scène et les sièges. Sidney découvre finalement que Gale est toujours vivante et, avec Sidney, elle abat définitivement Mickey qui n'était toujours pas mort.
Gale, à peine remise sur pieds par les ambulanciers qui viennent la soigner, découvre que Dewey est encore en vie et l'accompagne à l'hôpital.
- Distinctions :
  - 1998 : Fangoria Chainsaw Awards : meilleure actrice dans un second rôle (Récompensée)
  - 1998 : Saturn Awards : meilleure actrice dans un second rôle. (Nommée)
  - 1998 : Blockbuster Entertainment Awards : meilleure actrice - catégorie Horreur. (Nommée)
- Anecdote : Gale était supposée être beaucoup plus proche de Sidney et était censée mourir à la toute fin du film.

Scream 3
Gale a écrit un troisième livre basé sur les meurtres du film précédent.
Elle a rompu avec Dewey mais reprend avec lui l'enquête sur les nouveaux meurtres commis par Ghostface, accompagnée de l'inspecteur Marc Kincaid qui la met au courant du meurtre de Cotton.
Pour la première fois, elle et Sidney sont devenues amies et se prennent dans les bras après leur retrouvailles. Parallèlement, les tensions entre elle et Dewey sont très palpables à la suite du fait que Gale l'ait abandonnée à l'hôpital. Pour ne rien arranger, Gale rencontre l'actrice Jennifer Jolie qui joue son personnage dans Stab 3 et dont Dewey est le garde du corps et semble très proche. Elle développe une relation tendue avec elle, se sentant toutes les deux en concurrence vis-à-vis de Dewey, mais assez comique. Elles découvrent ensemble l'autre identité de Maureen Prescott.
Parallèlement, elle rencontre la sœur de Randy, Martha Meeks, aux studios Sunrise lorsque cette dernière lui montre, ainsi qu'à Sidney et Dewey, le testament de Randy en vidéo.
À la fête chez John Milton, Gale et Jennifer tentent mutuellement de se sauver mais Gale est témoin de la mort de Jennifer avant de se faire capturer par le tueur qui l'attache et la bâillonne avec Dewey, en guise d'appât pour attaquer Sidney. Elle survit au dernier acte du film et finalement, elle reprend sa relation amoureuse avec Dewey et accepte la demande en mariage de ce dernier.
- Distinctions :
  - 2000 : Teen Choice Awards : meilleure alchimie - avec David Arquette. (Récompensé(s))
  - 2001 : Blockbuster Entertainment Awards : meilleure actrice - catégorie Horreur. (Nommée)

Scream 4
Onze ans après, elle est frustrée de ne plus avoir la vedette et ne peut pas travailler avec Dewey sur les enquêtes. Elle souffre beaucoup d'avoir déménagé avec Dewey à Woodsboro, les nouvelles de la ville n'étant pas très croustillantes. Étant sa femme, elle se nomme désormais Gale Riley. Elle est la rivale de Judy Hicks, cette dernière essayant de séduire Dewey à maintes reprises.
N'arrivant pas à se réinventer, elle décide de mener son enquête toute seule sur la nouvelle vague de meurtres qui s'abat sur Woodsboro. Alors que Dewey patauge dans l'enquête, Gale avance en découvrant la soirée du Stabathon, soirée où tous les films Stab sont diffusés à la suite. Elle finit par se faire poignarder à l'épaule pendant la fête où tous les Stab sont diffusés alors qu'elle tentait de coincer le tueur.
À l'hôpital, Dewey part de sa chambre en comprenant que la tueuse est en fait la cousine de Sidney, Jill. Gale pénètre alors dans la chambre de Sidney et Judy Hicks la sauve d'une balle, malgré leur différend. Elle permet aussi à Sidney de tirer sur Jill en faisant diversion.
Scream (2022)
Gale est séparé de Dewey depuis 6 ans et anime une émission télé. Malgré tout, elle a toujours des sentiments pour lui et inversement. La mort de Dewey dévastera Gale qui trouvera du réconfort auprès de Sidney et Sam, la fille cachée de Billy Loomis. Elle aidera Sidney et Sam contre les nouveaux tueurs Richie et Amber. Elle prendra part à la mort d'Amber pour venger Dewey. Elle sera blessée mais survivra à nouveau aux côtés de Sidney. Une fois les tueurs morts, Gale révèle à Sidney et Samantha qu'elle n'écrira pas cette fois un livre sur les meurtriers de Woodsboro afin qu'ils sombrent dans l'anonymat mais sur le courage et la bravoure du shérif de Woodsboro, Dewey Riley.
Scream VI (2023)
Gale arrivera à New York pour interviewer Sam et Tara. Ces dernières seront furieuses contre elle, car le dernier livre de Gale parlait de Sam et des horreurs de Woodsboro. Gale esquive le coup de poing que Sam veut lui mettre dans la figure, (se rappelant son expérience avec Sidney dans Scream 2), mais reçoit celui de Tara. Les trois femmes finiront par se réconcilier, Gale révèle à Sam et Tara que Sidney va bien, mais qu'elle ne viendra pas à New York car en entendant l'apparition d'un nouveau Ghostface, elle est partie se cacher avec Mark et ses filles. Le nouveau petit ami de Gale sera assassiné par le nouveau Ghostface et Gale échappera de peu à la mort grâce à l'intervention de Sam. A la fin du film, Danny Brackett, (le petit ami de Sam), révèle que Gale a survécu à ses blessures.

## Personnages récurrents de la saga

### Randy Meeks

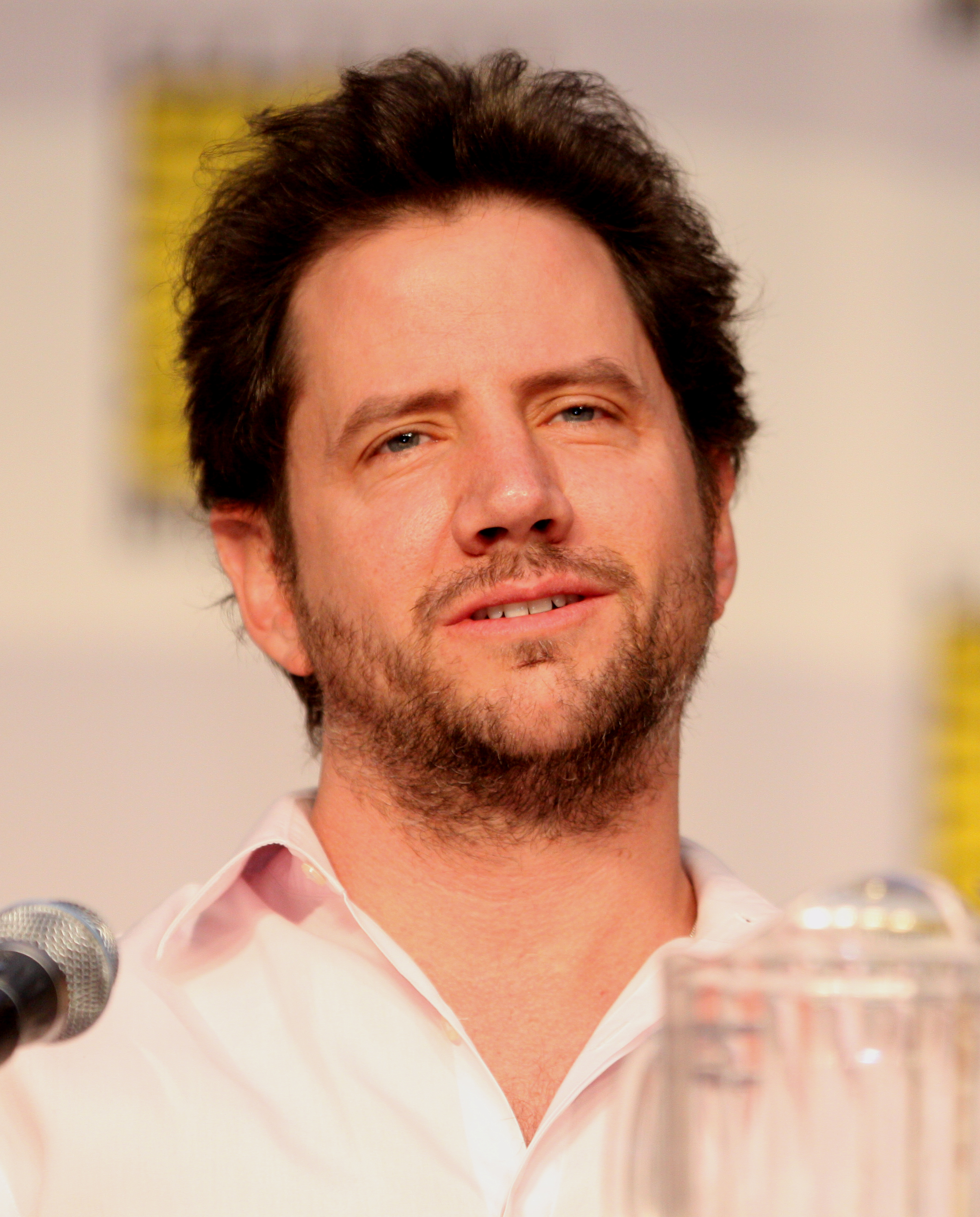
Jamie Kennedy.

- Interprété par : Jamie Kennedy VF : Mathias Kozlowski (Scream) puis Cyril Aubin (Scream 2 et 3) ; VQ : Gilbert Lachance

Scream
Randy est un camarade de classe de Sidney, Tatum, Stuart et Billy. Il est toujours vierge, ce qu'il assume entièrement sans pour autant parler de son attirance envers Sidney. Il travaille à mi-temps dans le vidéo-club de la ville et est un vrai spécialiste des films d'horreur dont il connaît tous les mécanismes scénaristiques.
Il est le premier à soupçonner Billy Loomis des meurtres de Woodsboro.
Présent à la fête de Stuart, il dévoile les fameuses règles à respecter pour rester en vie dans un film d'horreur. Puis, il découvre lui aussi le cadavre de Tatum à la fin de la soirée (hors-caméra) et accuse Stuart d'être le tueur après l'avoir vu enlever son masque (hors-caméra). Puis, Billy tire une balle sur lui, le touchant à l'épaule au moment où Billy se sert de cette attaque pour dévoiler être le tueur, ensuite rejoint par Stuart qui dévoile être son complice à Sidney.
Randy survit au massacre et est pris en charge par les secours auprès de Sidney, Hank Loomis et Dewey.
Scream 2
Randy devient un étudiant beaucoup plus mûr et sûr de lui dans Scream 2. Il est toujours attiré par Sidney, mais doit encore une fois se contenter de son amitié, la jeune femme ayant trouvé un nouveau petit-ami. Il étudie l'histoire du cinéma aux côtés de Mickey Altieri et Cici Cooper à la Fac de Windsor. Il aide notamment Dewey à trouver l'identité du ou des assassins.
Au cours de la journée, il est sauvagement assassiné par Ghostface, en plein jour, au milieu du campus dans le van du nouveau cameraman de Gale, à la surprise générale. C'est Dewey qui se charge de prévenir ses parents.
Lors de la confrontation entre Sidney et Debbie Salt (alias Mme Loomis), cette dernière avoue à Sidney qu'elle est la responsable du meurtre de Randy.
- Distinctions
  - 1998 : Blockbuster Entertainment Awards : meilleur acteur dans un second rôle - catégorie Horreur. (Récompensé)

Scream 3
Randy réapparaît le temps de quelques minutes dans Scream 3 lorsque sa sœur Martha donne une sorte de testament vidéo à Sidney, Dewey et Gale dans lequel il leur explique les règles d'une trilogie.

### Martha Meeks
- Interprétée par : Heather Matarazzo, VF : Olivia Dalric ; VQ : Charlotte Bernard

Elle est la petite sœur de Randy Meeks.
Scream 3
Après qu'elle a appris pour la nouvelle vague de meurtres qui frappe Hollywood, Martha vient à la rencontre de Sidney et lui donne une cassette vidéo enregistrée par Randy avant sa mort dans Scream 2, qui contient des conseils pour survivre dans le chapitre final d'une trilogie. Elle quitte ensuite Hollywood après avoir apporté son aide.
Scream (2022)
Restée vivre à Woodsboro, Martha a eu deux enfants, des jumeaux nommés Chad et Mindy. Un nouveau tueur sévissant dans la petite ville semble s'en prendre aux proches des victimes des précédentes vagues de meurtres. Ses deux enfants se retrouvent alors être la cible du nouveau tueur, mais Martha quant à elle semble être épargnée.

### Cotton Weary

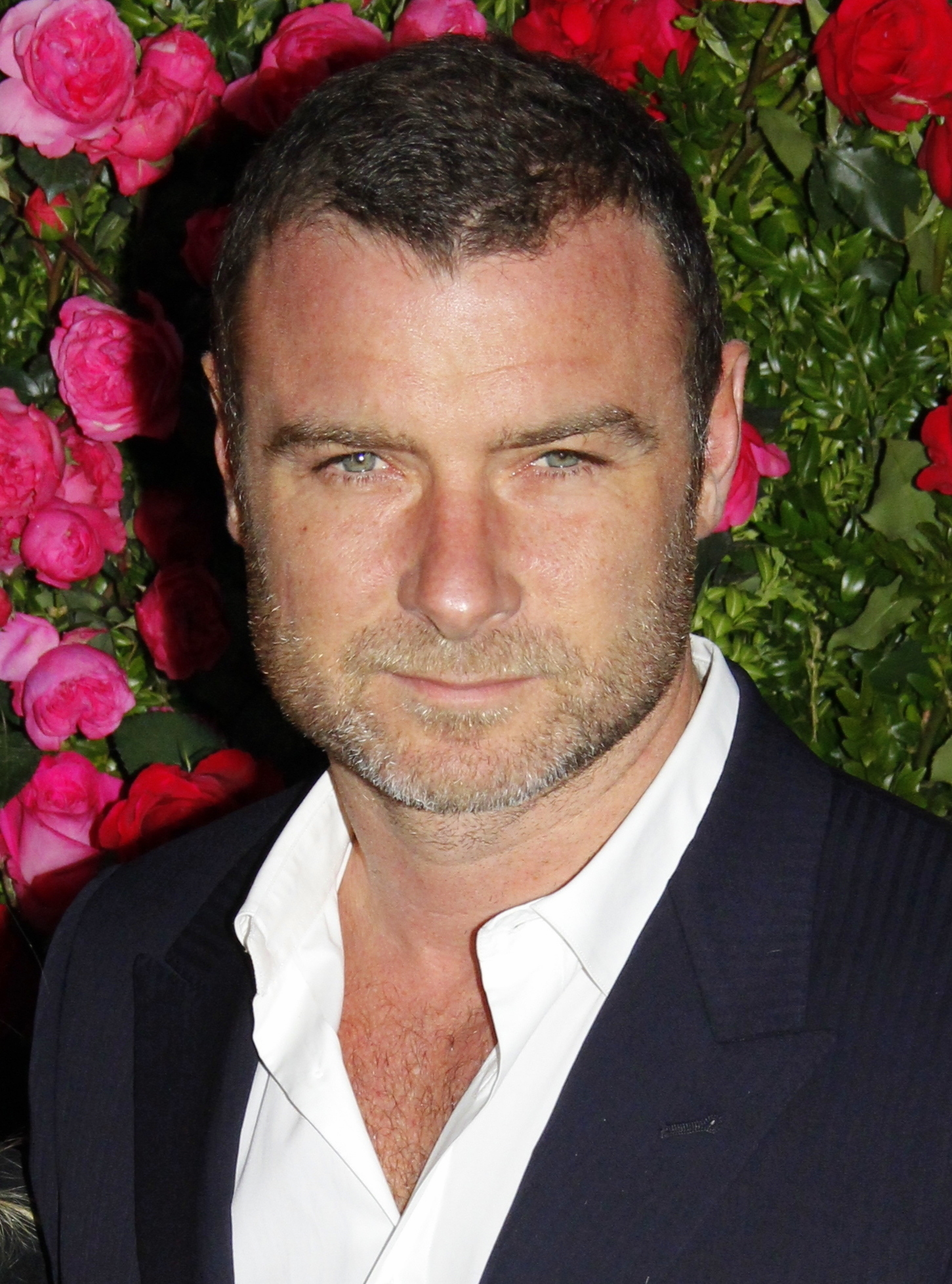
Liev Schreiber.

- Interprété par : Liev Schreiber (VF : Pierre Tessier ; VQ : Pierre Auger)

Avant les événements des films
Cotton Weary fait partie des amants de Maureen Prescott. Lorsque cette dernière est assassinée, sa fille Sidney aperçoit une personne de dos, portant le blouson de Cotton taché de sang, quitter le domicile des Prescott. Sidney l'accuse immédiatement du meurtre et Cotton est arrêté.
Scream
Au cours du film, Cotton apparaît le temps de quelques secondes au journal télévisé qui nous apprend qu'il est condamné à mort. Il peut compter sur le soutien de Gale Weathers, journaliste à scandale, qui est la seule à croire en son innocence.
Lorsque Billy Loomis et Stuart Macher dévoilent à Sidney être les auteurs de la tuerie de Woodsboro, ils dévoilent également être les assassins de Maureen et d'avoir fait porter le chapeau à Cotton.
Scream 2
Dans Scream 2, Cotton est officiellement lavé de tout soupçon et libre. Il devient beaucoup plus important dans l'intrigue et tente de gagner en célébrité en convainquant Sidney de lui offrir une interview à la télévision, à propos du meurtre de Maureen Prescott et de leur histoire commune ce que Sidney refuse. Il s'emporte contre elle en public, ce qui le place dans la liste des suspects dans l’enquête.
Par ailleurs, il découvre le corps de Dewey après que ce dernier fut une nouvelle fois poignardé mais, couvert du sang de ce dernier, Gale croit qu'il est le tueur. Il lui sauve quand même la vie à elle et Sidney en tuant Mme Loomis.
À la fin du film, Sidney le qualifie de héros aux journalistes.
- Distinctions :
  - 1998 : Fangoria Chainsaw Awards : meilleur acteur dans un second rôle. (Nommé)

Scream 3
Dès les premières minutes du film, nous apprenons qu'il est à présent la star d'un talk-show surnommé « 100 % Cotton ».
Alors qu'il est en voiture dans les rues de Los Angeles, une femme l'appelle. Il sympathise avec elle avant que cette dernière ne laisse sa place à un homme vraisemblablement armé d'un changeur de voix. Il menace de s'attaquer à Christine Hamilton, la petite-amie de Cotton si ce dernier ne lui révèle pas où se trouve Sidney. Cotton roule à toute allure chez lui mais ne parvient pas à sauver sa copine qui est tuée sous ses yeux. Après une bagarre avec le nouveau Ghostface dans son bureau, Cotton est achevé de plusieurs coups de couteau ce qui fait de lui la grande victime de la scène d'ouverture de ce troisième volet.

### Neil Prescott
- Interprété par : Lawrence Hecht, VQ : Jean-Marie Moncelet

Il est le père de Sidney et le mari de Maureen Prescot.
Avant les évenements de Scream
Neil vivait une vie paisible à Woodsboro avant le meurtre de sa femme.
Scream
Dans le premier film, il vit à Woodsboro avec sa fille, Sidney. Il quitte Woodsboro le temps d'un week-end pour un voyage d'affaires et disparaît sans laisser de traces, ce qui soulève des soupçons. Il reste le suspect numéro un dans l'enquête.
Le shérif fait part à Dewey Riley que les appels reçus par Casey Becker et Sidney avant leurs attaques ont été retracés et proviennent du portable de Neil. Au cours de la soirée chez Stuart Macher, la voiture de Neil est découverte par Dewey Riley et Gale Weathers non loin de chez Stuart ce qui prouve que Neil n'a jamais quitté la ville.
Il est révélé à la fin du film qu'il était en réalité retenu en otage depuis tout ce temps par Billy Loomis et Stuart Macher qui lui ont ensuite volé son téléphone pour passer des appels aux victimes. Le but est de tuer Sidney pour ensuite tirer une balle dans la tête de Neil pour faire croire à tout le monde que Neil est le responsable du massacre, tuant également sa fille, en se suicidant juste après. Neil est finalement sauvé grâce à sa fille et est pris en charge par les secours.
Scream 2
Neil n'apparaît pas dans ce film mais Debbie Salt le mentionne lorsqu'une journaliste demande où il est. Debbie répond que Neil est en voyage d'affaires.
Scream 3
Il apparaît brièvement dans Scream 3 au début du film et vit toujours à Woodsboro. Il passe voir Sidney dans la maison de cette dernière et lui défend de rester seule et enfermée sur elle-même comme elle le fait.
Scream 4
Neil n'apparaît pas. En effet dans une scène coupée, on apprend que Neil est mort d'une crise cardiaque des années plus tôt. On apprend qu'il est mort à Woodsboro et que Sidney n'était pas revenue dans cette ville depuis sa mort.

### Maureen Prescott
- Interprétée par : Lynn McRee

C'est la mère de Sidney Prescott et Roman Bridger ainsi que la femme de Neil Precott.
Avant les événements de Scream
Elle se donna comme nom de scène Rina Reynolds dans les années 1970 alors qu'elle était actrice à Hollywood. Elle est violée lors d'une des soirées de John Milton dans son manoir et accouche d'un enfant : Roman qui plus tard tentera de la retrouver mais qu'elle reniera. Elle partira ensuite pour s'installer à Woodsboro où elle recommencera sa vie avec son mari Neil et leur enfant, Sidney. Maureen a eu plusieurs liaisons extra-conjugales, y compris avec Cotton Weary et Hank Loomis, le père de Billy Loomis. Elle sera assassinée en 1995, un an avant les événements de Scream. Son corps sera retrouvé par Sidney.
Scream
Après les meurtres de Casey et Steve, la ville est sens dessus dessous et très vite, les comparaisons avec ces deux meurtres et celui de Maureen se font entendre : Gale Weathers en parle à la caméra dès le lendemain des deux meurtres. Maureen peut être aperçue à ce moment-là en photo à la télévision puis lorsque Sidney fixe une photo avec sa mère quelques instants après. Le tueur fait ensuite allusion à Maureen lorsqu'il menace Sidney au téléphone.
Cotton a été arrêté et reconnu coupable de l'assassinat avant d'être libéré entre Scream et Scream 2, après que Billy et Stuart Macher avouent à Sidney avoir tué Maureen et fait accuser Cotton.
Scream 2
Maureen peut être aperçue quelques secondes en photo au début du film.
Scream 3
L'intrigue de ce troisième volet tourne autour du passé de Maureen, notamment lors de sa venue à Hollywood et de sa carrière d'actrice. On apprend qu'elle tourna quelques films aux studios Sunrise, lieu où est tourné Stab 3. À chaque meurtre, le tueur laisse des photos de Maureen Prescott à l'époque où elle jouait dans des films.
Maureen apparaît quelques minutes lors d'un cauchemar que fait Sidney.
La scène de sa mort est représentée sur le tournage de Stab 3 lorsque Sidney visite les plateaux.
C'est dans ce chapitre qu'on en apprend un peu plus sur la vie de Maureen notamment qu'elle a eu un premier enfant, Roman, qui la filma pendant ses tromperies avec Cotton et Hank et qui dévoila les vidéos à Billy pour se venger du fait que Maureen ait refusé de reprendre contact avec Roman.
Scream 4
Il est dévoilé que Maureen avait aussi une sœur, Kate Roberts, qui vit à Woodsboro. Des photos de jeunesse des deux jeunes femmes peuvent être aperçues dans les scènes coupées.

## Amis de Sidney

### Tatum Riley
- Interprétée par : Rose McGowan, VF : Marie-Eugénie Maréchal ; VQ : Aline Pinsonneault

Avant les évènements de Scream
Tatum est la petite sœur de Dewey et la meilleure amie de Sidney Prescott. Elle étudie au Woodsboro Hight School et est ensuite en couple avec Stuart Macher peu de temps après que celui-ci ait rompu avec Casey Backer.
Scream

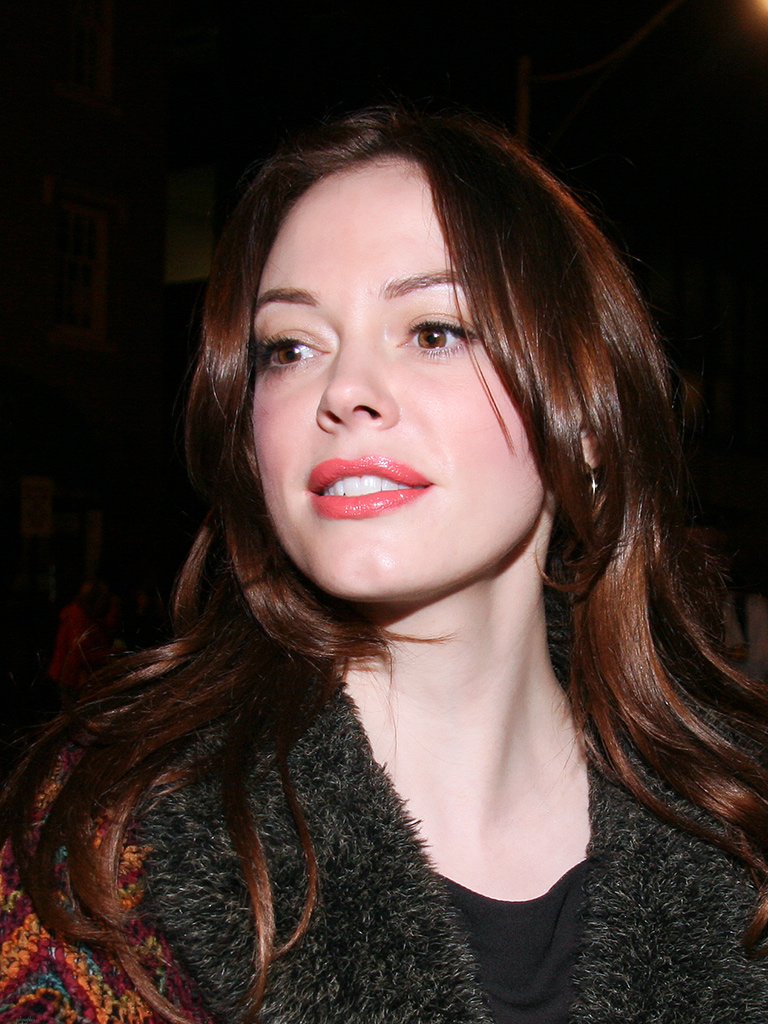
Rose Mcgowan.

Toujours en couple avec Stuart, Tatum est une jeune femme ultra féminine qui ose s'habiller sexy. Sexuellement active, elle est a priori tout le contraire de Sidney. Elle possède un caractère bien trempé ainsi qu'une certaine franchise, n'hésitant pas à défendre Sidney quand il le faut, prouvant sa loyauté.
Tatum se pose des questions sur les assassinats de Casey et Steve Orth la veille. Elle met en avant qu'une femme aurait très bien pu commettre les meurtres, s'opposant au discours qu'elle juge sexiste de Stuart et Randy, ces derniers proclamant qu'aucune femme n'a jamais éventré deux personnes. Puis, elle défend ce dernier face à Randy Meeks lorsqu'il demande à Stuart où il était la veille au soir, lors des meurtres.
Le soir même, Tatum se rend compte du mal-être de Sidney face à la situation et l'invite à venir passer le weekend chez elle en attendant que Neil Prescott rentre de son voyage d'affaires. Après l'attaque de Sidney au cours de la soirée, Tatum l'accompagne au poste de police faire une déposition et veille sur elle jusqu'à s'interposer violemment entre elle et Gale Weathers qui voulait une interview directe avec Sidney.
Le lundi suivant, Tatum veille toujours sur Sidney ne voulant plus la laisser seule du tout à la suite de l'attaque de Sidney dans les toilettes du lycée. Tatum parvient tout de même à faire venir Sidney à la fête de Stuart le soir-même pour lui changer les idées. À la fin de la journée, Tatum exprime à Sidney ses doutes concernant Maureen. Elle commence à croire les rumeurs portant sur les infidélités de Maureen, dont sa relation supposée avec Cotton Weary. Tatum demande également à Stuart de ne pas inviter Billy à la suite de son arrestation et sa dispute avec Sidney. En partant faire des courses pour la soirée, le tueur les observe.
Au cours de la soirée chez Stuart, Tatum remballe son frère Dewey lorsque ce dernier fait son apparition avec Gale. Énervée, elle s'absente quelques minutes pour aller chercher des bières au garage. Puis le tueur profite de cet instant pour surprendre la jeune femme. Croyant d'abord à une blague de Randy Meeks, elle se fait lacérer le bras par le tueur et son couteau. Comprenant qu'elle a affaire au vrai meurtrier, Tatum se défend comme elle le peut, jusqu'à prendre le dessus sur son bourreau. Malheureusement, dans un instant de panique, Tatum tente par tous les moyens de s'enfuir du garage jusqu'à essayer de s'enfuir par la chatière de la porte de garage. Coincée, le tueur en profite pour remonter la porte ce qui brise la nuque de la jeune femme qui meurt sur le coup. Son corps est retrouvé par Sidney quelques heures plus tard.
Scream 2
Le nom de Tatum est mentionnée lorsque Gale rappelle les noms de certaines victimes de Woodsboro.
Scream 3
Le garde du corps de Jennifer Jolie parle brièvement de Tatum lorsqu'il dit assurer les arrières de Dewey pour qu'un tueur ne lui réserve pas le même sort qu'à sa petite sœur, en l’occurrence Tatum.
Plus tard, Sidney tombe sur le plateau de Stab 3, Retour à Woodsboro où plusieurs décors représentants brique pour brique les lieux du premier film sont représentés, avec entre autres la porte de garage ensanglantée devant laquelle Sidney s'arrête quelques secondes, se rappelant sûrement la découverte du corps de son amie quelques années plus tôt.
Scream 4
15 ans après le massacre de Woodsboro, un festival de films d'horreur, le Stabathon (créer par un groupe d'étudiants) a lieu chaque année à Woodsboro dans lequel tous les Stab (les films s'inspirant des massacres précédents) sont diffusés. Des décors représentants les victimes de Woodsboro sont mis en place dont un mannequin coincé dans ce qui ressemble à une chatière de garage, référence à la scène de mort de Tatum.
Dans l'une des scènes coupées, Dewey compare la mort d'Olivia Morris à celle de Tatum.
Scream (2022)
À l'intérieur de la maison de Dewey est placé sur la cheminée, une photo de son ex-femme Gale Weathers et une urne funéraire pour les cendres de sa petite sœur Tatum.
Vers la fin du film Dans la maison de Stu Macher, Amber descend dans le garage pour aller chercher de la bière, ce qui fait référence à Tatum qui elle est morte à cet endroit 25 ans plus tôt sans que ce ne soit mentionné par la suite.

### Hallie McDaniel

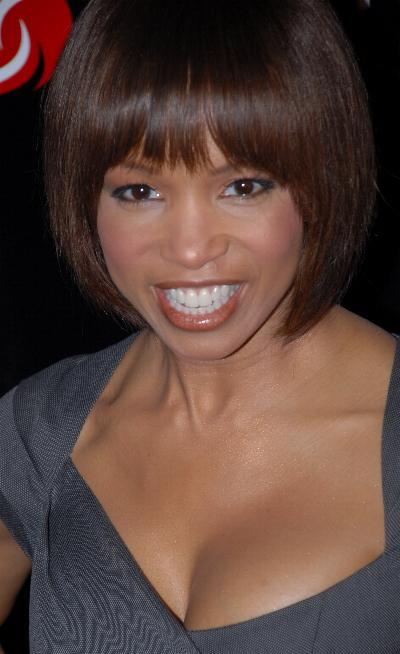
Elise Neal.

- Interprétée par : Elise Neal, VF : Annie Milon ; VQ : Viviane Pacal

Scream 2
Hallie est une amie proche de Sidney, Randy, Derek et Mickey et est étudiante à la fac de Windsor et est notamment la colocataire de Sidney.
Elle tente par tous les moyens de faire rentrer Sidney avec elle dans une confrérie universitaire, sans succès, dans laquelle elle compte bien faire partie également. Hallie est d'une grande aide et d'une grande écoute pour Sidney lors du début des meurtres à la fac et surtout à la mort de Randy.
Hallie accompagne ensuite Sidney lors de sa détention provisoire et elles sont accompagnées par deux gardes du corps. Durant la route, ils sont attaqués par Ghostface qui tue d'abord les deux gardes, puis Hallie en la poignardant à plusieurs reprises au niveau du cœur, sous les yeux de Sidney après qu'elle s'est échappée de la voiture.
Elle est l'avant-dernière victime du second volet.
- Anecdote : Dans le script original, Hallie fit partie des tueurs, avec Derek et Madame Loomis comme complices[1].

## Petit ami de Sidney

### Derek Feldman
- interprété par : Jerry O'Connell, VF : Fabrice Josso ; VQ : Denis Roy

Scream 2
Derek est un étudiant en médecine à la fac de Windsor, l'ami de Mickey et le petit ami de Sidney.
Après les récents meurtres qui touchent la Fac, Derek est blessé après le meurtre de Cici Cooper. Tout de suite, les regards se tournent vers lui pour le désigner comme principal suspect, lui ayant été seulement entaillé au bras lors de la fuite du tueur.
Après avoir déclaré publiquement son amour pour Sidney, à qui il donne son collier, il se fait "enlever" par les membres de sa fraternité « Omega Beta Zeta », pour faire la fête.
Sidney le retrouve attaché au théâtre du campus et tente de le libérer quand le tueur fait irruption. Ghostface dissuade Sidney de détacher Derek en lui disant qu'il ne ferait pas cela s'il était à sa place. Mickey révèle être le tueur et fait croire à Sidney que Derek est son complice et qu'il n'aurait pas pu accomplir tout ce qu'il a fait tout seul. Après cette révélation, Derek menace de le tuer mais Mickey lui tire dessus. Il meurt quelques instants après avoir été touché en plein cœur et déclarant à Sidney que jamais il ne lui aurait fait du mal. Derek est la dernière victime de ce second volet.
- Anecdote : Dans le script original, Derek fut l'un des tueurs avec Mme Loomis et Hallie. Derek et Hallie, qui sont amants, ont partagé la motivation de récolter la gloire pour les meurtres, mais ils sont tous les deux tués par Mme Loomis afin de préserver son anonymat[1].

Scream 3
Dans Scream 3, Derek ne réapparaît pas mais Sidney porte toujours son collier.

## Personnages divers deScream

### Casey Becker
- Interprétée par: Drew Barrymore, VF : Virginie Ledieu ; VQ : Christine Bellier

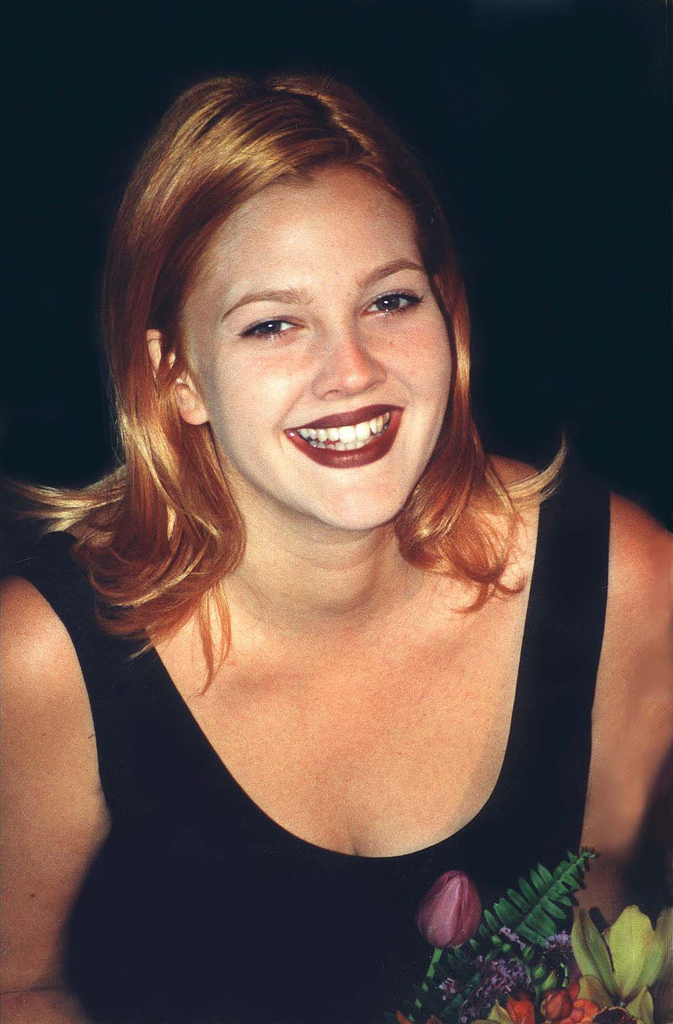
Drew Barrymore en 1997.

Casey Becker est la grande victime de la scène d'ouverture de Scream et l'une des victimes de la saga les plus connues, la scène ayant été mainte et mainte fois parodiée.
Avant les événements de Scream
À l'image des autres amis de Sidney et de cette dernière, Casey était étudiante au lycée de Woodsboro en Californie et était la petite amie de Stuart Macher avant de se mettre avec le beau Steven Orth, footballeur populaire de l'équipe de football. Elle était la voisine de la famille des McKenzie.
Scream
Casey Becker est toujours la petite amie de Steven Orth. C'est une grande fan de films d'horreur et surtout de Halloween. Elle reçoit un appel téléphonique d'un étranger, qui va d'abord sympathiser avec Casey en lui parlant de films d'horreur. Puis, il devient menaçant voire insultant. Il menace de tuer le petit ami de Casey, qu'il a ligoté dans le jardin de la jeune fille, si elle ne répond pas correctement à des questions portant sur le cinéma. En répondant faux à l'une des questions, elle est à moitié témoin du meurtre de son petit ami avant de se faire elle-même attaquée. Elle réussit néanmoins à sortir de la maison mais au moment de retrouver ses parents, elle est rattrapée et violemment assassinée après de nombreux coups de couteau notamment à l'épaule et partout au ventre avant d'être éventrée et pendue à un arbre devant sa maison. Son corps est retrouvé par ses parents quelques instants plus tard.
Casey représente la première grande victime de la saga Scream, sa scène de mise à mort devenue culte. On ne connaît pas réellement les raisons qui ont fait qu'elle soit devenue l'une des victimes de Billy et Stuart, mise à part la rage de Stuart envers Casey qui l'a quitté pour un autre.
- Distinctions
  - 1997 : Fangoria Chainsaw Awards : meilleure actrice dans un second rôle. (Récompensée)
  - 1997 : Saturn Awards : meilleure actrice dans un second rôle. (Nommée)
- Mort : Casey est poignardée à l'épaule puis à plusieurs reprises (au moins 2 fois) au niveau du torse pour être ensuite éventrée et pendu à un arbre dans son jardin.

Scream 2
Dans le second opus, Maureen Evans et Phils Stevens assistent à la première du film Stab, qui retrace le massacre de Woodboro. C'est l'actrice Heather Graham qui interprète le rôle cette fois-ci dans la scène d'ouverture du film fictif.
De plus, une des victimes, Casey "Cici" Cooper, porte le même prénom que Casey. Gale fait aussi allusion à elle lorsqu'elle comprend le schéma du tueur qui assassine des gens portant le même prénom ou nom de famille que les victimes du premier film.
Scream 3
Le personnage de Sarah Darling, une actrice, interprète un rôle semblable à celui de Casey dans Stab 3 : Retour à Woodsboro.
Scream 4
À la fête du Stabathon, plusieurs mannequins placés durant la soirée représentent les victimes de Woodsboro. L'un des mannequins porte une perruque qui représente des cheveux blonds carré, est attaché à une corde et est éventré. Tout comme Casey dans Scream.

### Kenneth "Kenny" Jones
- Interprété par : W. Earl Brown

Kenny est le caméraman de Gale Weathers pour une émission de télé, "Top Story".
Kenny accompagne Gale partout où elle va.. Lors d'une fête organisée par Stuart Macher, Gale s'invite et y cache une caméra pendant que Kenny surveille dans sa camionnette. Il voit Randy à deux doigts de se faire poignarder grâce à la caméra et veut tenter quelque chose pour aider le jeune homme, mais avec un léger différé, le tueur prend de l'avance et égorge Kenny sous les yeux de Sidney. Juste avant de mourir, il aide Sidney en lui indiquant un chemin pour sortir à l'arrière du van. Il est la dernière victime du premier opus.

### Principal Himbry
- Interprété par : Henry Winkler, VF : Hervé Bellon ; VQ : Luis de Cespedes

Mr. Himbry est le proviseur du lycée de Woodsboro, colérique et sans aucun sens de l'humour. Il annonce lui-même à ses étudiants qu'un couvre-feu sera réalisé à 21h le soir de la fête de Stuart.
Il est tué dans son bureau, poignardé à plusieurs reprises dans le ventre, et sera retrouvé pendu sur un poteau de football. Il est la troisième victime du premier film.
Dans une scène coupée de Scream 4, une statue représentant le principal Himbry est brièvement vue dans l'un des couloirs du lycée en sa mémoire.

### Steven Orth
- Interprété par : Kevin Patrick Walls

Steven "Steve" Orth est le petit ami de Casey Becker. Il a 18 ans et joue pour l'équipe de foot du lycée.
Il est capturé et retenu en otage par une personne vêtue de noir et d'un masque blanc, Ghostface. Il est bâillonné et attaché à une chaise à l'extérieur de la maison de sa petite amie. Casey, est pendant ce temps harcelée par le fameux tueur et doit répondre correctement aux questions de ce dernier pour que Steve puisse vivre. À la question portant sur l'identité du tueur dans le film Vendredi 13 : Casey répond « Jason Voorhees », alors que le véritable tueur est la mère de Jason, Pamela, dans le tout premier film (Jason devient un tueur à partir du deuxième volet de cette saga). Steve est alors éventré à la suite de cette mauvaise réponse. Il représente la première victime, sans compter Maureen Prescott un an avant les événements du film, du premier Scream.
- Anecdote : l'interprète de Steve avait été pris pour le casting pour jouer le personnage de Billy.

## Personnages divers deScream 2

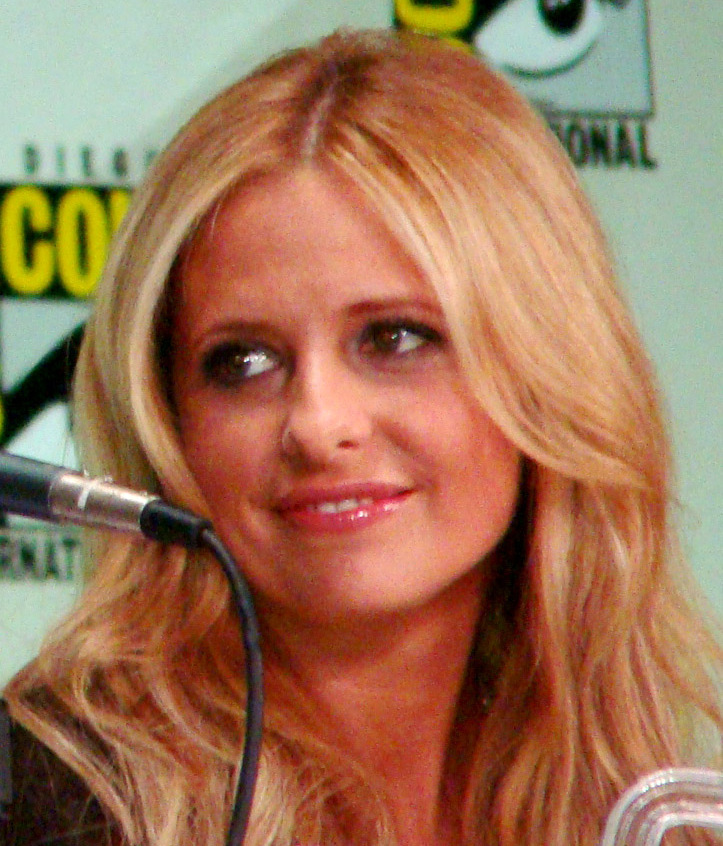
Sarah Michelle Gellar en 2011.

### Casey "Cici" Cooper
- Interprétée par : Sarah Michelle Gellar, VF : Claire Guyot ; VQ : Charlotte Bernard

Cici Cooper, de son vrai nom Casey, est une étudiante en cinéma à la fac de Winsdor de type caucasien, blonde aux yeux verts.
Elle partage les mêmes cours que Randy Meeks et Mickey Altieri et donne son avis sur la société et ses liens avec les films, écartant l'hypothèse que les films soient responsables des actes des gens après les meurtres de Maureen Evans et Phil Stevens.
Cici fait également partie de la sororité Omega Beta Zeta. C'est d'ailleurs pour le bien de ses camarades au sein de la sororité qu'elle ne participe par à la soirée des Delta Lambda Zeta, missionnée de s'occuper des sœurs qui serait potentiellement trop alcoolisée. Le soir-même, alors qu'elle regarde un film d'horreur, elle est au téléphone avec l'une de ses amies qui se voient bientôt coupées par un appel de Ghostface. Après un harcèlement terrifiant au téléphone, la jeune femme ferme la porte à clés tout en activant l'alarme, sans se rendre compte que le tueur est déjà à l'intérieur. Il la surprend puis l'attaque à travers la maison tandis que Cici fuit vers les étages supérieurs. Il la rattrape finalement avant de la défenestrer, activant l'alarme puis les secours.
- Anecdote : ce personnage n'était pas prévu dans le scénario original mais est spécialement écrit pour Sarah Michelle Gellar, Kevin Williamson la voulant pour le film.
- Mort : Cici est défenestrée sur le balcon avant d'être poignardée à deux reprises au dos et d'être balancée dans le vide. La jeune fille est tuée sur le coup lorsqu'elle atterrit sur le sol.

Scream 4
Au début du film, l'une des deux premières victimes se nomme Marnie Cooper. En ayant le même nom de famille que Cici, on pourrait penser à un lien de parenté entre les deux jeunes femmes.

### Joel Jones
- Interprété par : Duane Martin, VF : Christophe Peyroux ; VQ : Antoine Durand

Joel est le nouveau cameraman de Gale.
Il devient réticent à aider cette dernière après avoir lu le livre sur les meurtres de Woodsboro, et surtout après en avoir appris un peu plus sur le sort de Kenny, l'ancien cameraman de Gale. Il quitte son boulot après avoir découvert le cadavre de Randy dans son van mais revient à la fin du film une fois que tout est terminé pour interviewer Gale et réaliser son travail.
Joel aurait sûrement pu être une victime de Ghostface étant donné qu'il porte le même nom que Kenny du premier film. En effet, le tueur choisit de tuer des personnages qui ont le même prénom ou le même nom de famille que les victimes de la tuerie de Woodsboro.
- Anecdote : Dans le scénario original de Scream 2, Joel avait un plus grand rôle, en tant qu'ami du groupe de Sidney. Son cadavre est retrouvé vers la fin du film. Son rôle fut modifié et réécrit après que le script a été divulgué sur Internet : Joel devint le caméraman de Gale[1].

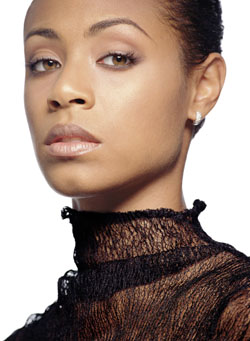
Jada Pinkett Smith en 2001.

### Maureen Evans
- Interprétée par : Jada Pinkett Smith, VF : Marjorie Frantz ; VQ : Hélène Mondoux
- Distinctions
  - 1998 : Blockbuster Entertainment Awards : meilleure actrice dans un second rôle - catégorie Horreur. (Nommée)

### Phil Stevens
- Interprété par : Omar Epps, VF : Éric Etcheverry ; VQ : Louis-Philippe Dandenault

Il est le petit ami de Maureen.
Dans la file d'attente pour Stab, il a un débat sur le manque de comédiens noirs dans les films d'horreurs avec Maureen avant d'être tué aux toilettes du cinéma.

## Personnages divers deScream 3

### Mark Kincaid
- Interprété par : Patrick Dempsey, VF : Arnaud Bedouet ; VQ : Benoit Éthier

Mark Kincaid est un détective qui enquête sur les meurtres des acteurs de Stab 3 avec l'aide des survivants de Woodsboro et de Windsor, Gale Weathers et Dewey Riley. Il travaille également avec son coéquipier, le détective Wallace.
Il est le premier à avertir Gale de la mort de Cotton.
Il cherche également à joindre Sidney pendant une bonne partie du film pour la mettre sur l'enquête et avoir une aide en plus, étant donné que le tueur laisse sur chaque lieu d'un crime une photo de Maureen Prescott, la mère de Sidney ce qui lie cette dernière à l'affaire. Il semble être attiré par Sidney et veille sur elle.
À la surprise générale, il se retrouve dans le manoir de John Milton lorsque Sidney s'y rend ce qui fait douter Sidney sur les intentions de Kincaid. Il manque de se faire ensuite tuer par Ghostface à la fin du film mais il survit, tout en étant blessé en sauvant Sidney.
À la fin du film, il semble être devenu ami avec Gale, Dewey et Sidney.
Anecdote : l'acteur Patrick Dempsey refusera de reprendre le rôle pour Scream 4 choisissant de jouer dans Transformers 3 : La Face cachée de la Lune, également scénarisé par Ehren Kruger (scénariste de Scream 3). Le retour de son personnage en tant que mari de Sidney Prescott sera ensuite envisagé dans Scream (2022) et Scream VI, puis Patrick Dempsey entamera des négociations pour revenir dans Scream 7, mais celles-ci n'aboutiront finalement pas.

### Jennifer Jolie
- Interprétée par Parker Posey, VF : Marie-Brigitte Andreï ; VQ : Johanne Garneau

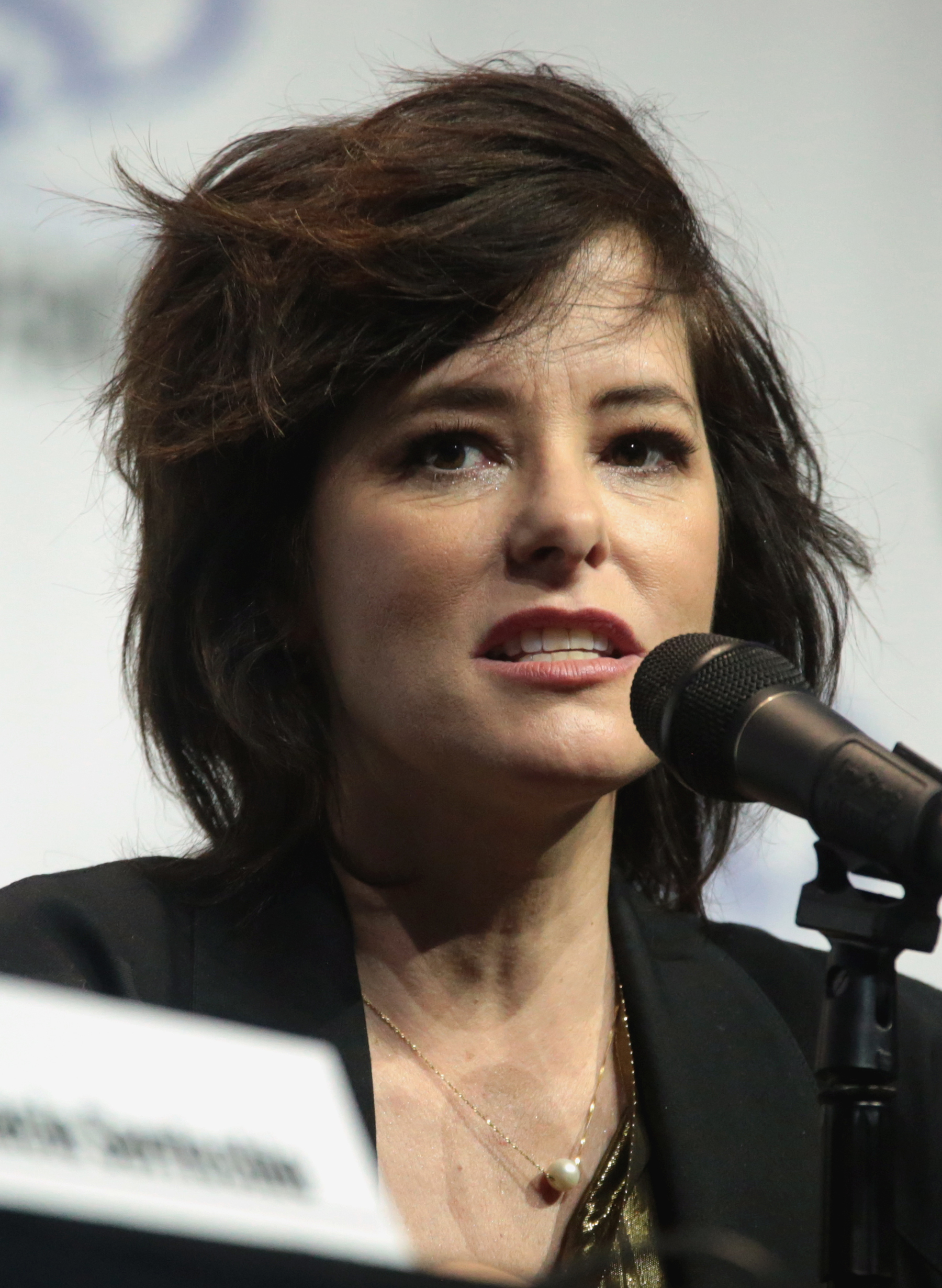
Parker Posey en 2018.

Jennifer est une actrice de type caucasien, aux cheveux châtains ainsi que des mèches blondes tandis qu'elle a des yeux marron. Elle est censée jouée le rôle de Gale Weathers dans le film Stab 3 : Retour à Woodsboro.
Au départ fan de Gale Weathers, elle devient très vite irritable face à la froideur de la journaliste à son égard. Jennifer entretient aussi une relation très complice avec Dewey, ce qui accentue encore un peu plus les tensions entre elle et Gale, créant une sorte de compétition auprès de Dewey. Elle héberge Dewey chez elle dans une caravane garée sur sa terrasse pour être rassurée et possède un garde du corps pour sa sécurité en la personne de Steven Stone. Jennifer vit dans une luxuriante villa dans les collines d'Hollywood.
Jennifer est ensuite la première à découvrir que le tueur suit le scénario de Stab 3 et tue les acteurs selon la mort de leur personnage dans le long-métrage. À la suite des décès de Cotton Weary et sa petite-amie puis Sarah Darling, Jennifer est prise d'une crise de panique lorsqu'elle comprend qu'elle est censée être la prochaine à être tuée, Gale Weathers étant la prochaine à mourir dans le scénario de Stab 3. Seulement, le tueur suit une autre version du scénario et tue Tom Prinze alors que le groupe d'acteurs se trouve à la villa de Jennifer pour fêter la fin de tournage du film après avoir été subitement suspendu. Ghostface provoque la mort de Tom en faisant exploser la villa de Jennifer qui se retrouve sans toit. C'est aussi après ces évènements qu'elle comprend la préférence de Dewey pour Gale, lorsqu'il préfère aller sauver tout d'abord sa rivale.
Après cette attaque, elle accompagne Gale aux studios Sunrise et lui permet d'aller dans la salle des archives pour découvrir que John Milton connaissait Maureen Prescott sous le nom de Rina Reynolds à l'époque où elle était actrice à Hollywood. Elle confronte ensuite le producteur avec Dewey et Gale qu'elle accuse d'avoir profité de Maureen mais aussi de Sidney pour se faire de l'argent sur leur dos. Puis, Jennifer accompagne Dewey et Gale à la fête d'anniversaire de Roman Bridger, le réalisateur de Stab 3 avec qui elle aurait eu une aventure avant le tournage comme elle le révèle après la mort de Sarah Darling. Durant la soirée, le groupe est attaqué par Ghostface qui tue Angelina et Tyson avant de s'en prendre à Jennifer qu'il coince dans un des passages secrets du manoir. Jennifer est tuée alors qu'elle est sur le point d'être sauvée par Dewey.
- Distinctions :
  - 2000 : MTV Movie Awards : meilleure performance comique. (Nommée)
  - 2001 : Fangoria Chainsaw Awards : meilleure actrice dans un second rôle. (Récompensée)
- Mort : le tueur la poignarde une fois dans le dos puis une fois dans le ventre avant de traverser l'un des miroirs sans teint d'une des chambres de Milton à la suite d'un coup de feu de Dewey. Il n'est pas clairement établi que Jennifer Jolie ait été tuée par les coups de poignard de Ghostface, la balle de Dewey aurait également pu la tuer.

### Tyson Fox
- Interprété par: Deon Richmond, VF : Frédéric Tokarz ; VQ : Louis-Philippe Dandenault

Il est l'interprète de Randy dans Stab 3.
Il sera également la dernière personne à avoir vu en vie Sarah Darling et ne sera pas présent lors de la soirée privée de Jennifer pour fêter la fin du tournage.
Il est ensuite questionné par la police avec Angelina après l'attaque sur Sidney et se trouvera dans le manoir de John Milton dans lequel il sera tué.

### Angelina Tyler
- Interprétée par: Emily Mortimer, VF : Catherine Maignan ; VQ : Julie La Rochelle

Angelina Tyler est une femme de type caucasien, brune aux cheveux courts et aux yeux marron, qui est censée interpréter le rôle de Sidney dans Stab 3 : Retour à Woodsboro.
Les morts autour du casting mettant en suspens le reste du tournage, Angelina prend peur de perdre le rôle de sa vie. Après la mort de Sarah Darling, le tournage est annulé ce qui donne à la jeune femme l'occasion de fêter la fin du tournage dans la magnifique villa de Jennifer. Après l'explosion de la demeure, Angelina est aperçue aux studios Sunrise, surprise par Sidney elle-même alors qu'elle essaie le costume et le masque du tueur, ce qui place Angelina dans les potentiels suspects du film.
Lors de la fête d'anniversaire de Roman Bridger au manoir de John Milton, Angelina découvre un passage secret dans la demeure juste avant de vouloir prendre la fuite en entendant la présence du tueur tout en révélant à Gale et Jennifer avoir couché avec John Milton pour obtenir le rôle de Sidney. Elle est tuée quelques instants après par Ghostface.
- Mort : Angelina est attaquée par surprise par le tueur au moment où elle se retourne qui la poignarde au niveau de la poitrine.

### Sarah Darling
- Interprétée par : Jenny McCarthy, VF : Barbara Delsol ; VQ : Rafaëlle Leiris

C'est une actrice de type caucasien, blonde aux yeux bleus, qui joue le rôle de Candy, une adolescente de 21 ans dans le film Stab 3 : Retour à Woosboro. Sarah semble plutôt bien s'entendre avec le reste du casting, bien qu'elle ne semble pas en accord avec les propos de Tyson au sujet d'Angelina au début de Scream 3.
Alors qu'elle se dirige vers les studios Sunrise où est produit Stab 3 pour un rendez-vous avec Roman Bridger, elle est attaquée dans l'enceinte du studio puis tuée dans les salles des costumes. Elle est la troisième victime du film.
- Mort : Sarah reçoit un coup de poing au visage qui la propulse à travers une porte en verre avant de recevoir un coup de poignard dans le dos.

### Tom Prinze
- Interprété par : Matt Keeslar, VF : Damien Ferrette ; VQ : Michel Lapointe

Il s'agit d'un homme de type caucasien, brun aux yeux marron, qui interprète le rôle de Dewey Riley dans le film Stab 3 : Retour à Woodsboro.
Il s'agit d'un homme imbu de sa personne qui n'hésite pas à narguer Gale Weathers après que celle-ci a rédigé un paragraphe sur l'acteur et un accident de voiture qui aurait été provoqué par un taux d'alcool élevé chez Tom alors qu'il ne s'agissait que de l'éclatement de son pneu.
Sous l'emprise de l'alcool, Tom est tué durant la soirée de fin de tournage chez Jennifer.
- Mort : alors qu'il s'aide de son briquet pour avoir de la lumière, la maison de Jennifer remplie de gaz explose violemment, tuant Tom sur le coup.

### John Milton
- Interprété par : Lance Henriksen, VF : Bernard Crombey ; VQ : Yvon Thiboutot

John Milton est le producteur de la trilogie Stab et de nombreux autres films d'horreur tournés à Hollywood.
Il est révélé vers la fin de Scream 3 que John a connu Maureen Prescott dans sa jeunesse, lorsqu'elle était une jeune actrice prometteuse qui se faisait connaître sous le nom de Rina Reynolds. Il a aussi couché avec Angelina pour que cette dernière obtienne le rôle tant convoité de Sidney dans Stab 3. Maureen Prescott fut violée par plusieurs agresseurs lors d'une des fêtes de Milton, et tomba plus tard enceinte de Roman Bridger.
Ghostface, se révélant être Roman, enlève et assassine Milton en l'égorgeant devant Sidney en lui reprochant d'avoir fait de leur mère une « salope ». Il est la dernière victime du troisième volet.

### Christine Hamilton
- Interprétée par : Kelly Rutherford, VF : Élisa Bourreau

Christine Hamilton est la petite amie de Cotton Weary.
Dans l'introduction de Scream 3, elle est traquée par Ghostface, qui utilise un synthétiseur vocal pour obtenir la voix de Cotton et la convaincre que Cotton est derrière le masque. Quand le vrai Cotton arrive, Christine le considère comme le tueur et l'attaque avec une batte de golf, tandis que le vrai tueur s'approche par derrière et en profite pour la poignarder à mort d'un coup dans le dos. Elle est la première victime du troisième film.

### Steven Stone
- Interprété par : Patrick Warburton, VF : Jean-Michel Farcy ; VQ : Daniel Lesourd

Également garde du corps de Jennifer, Steven est en quelque sorte un "ennemi" de Dewey vu qu'il partage le même travail avec la même personne qu'ils sont chargés de protéger, Jennifer.
Il apprend à Gale et Dewey la mort de Sarah Darling avant de se faire tuer le même soir chez Jennifer peu avant l'explosion.

## Personnages divers deScream 4

### Kirby Reed
- Interprétée par : Hayden Panettiere, VF : Olga Sokolow (Scream 4) puis Claire Morin (Scream VI) ; VQ : Stéfanie Dolan

Kirby est la meilleure amie de Jill Roberts et une amie proche d'Olivia Morris. Kirby peut être considérée comme la nouvelle Tatum : intelligente, blonde et sexy, au fort caractère.
Elle possède un look assez « garçon manqué » et semble avoir un caractère explosif. Elle est une grande fan de films d'horreur (de la saga Stab particulièrement) dû surtout aux malheurs de Sidney comme elle le révèle à Jill. Elle possède une très grande connaissance des films d'horreur, actuels comme anciens. Charlie Walker est amoureux d'elle, Kirby est également attirée par ce dernier, mais tente du mieux qu'elle peut de ne pas le montrer en le taquinant. Elle déteste tout particulièrement Trevor, l'ex-petit ami de Jill et est amie avec Robbie.
Elle est la seule de ses trois amies à ne pas avoir été contactée par le tueur au début du film. Par ailleurs, elle assiste au meurtre d'Olivia avec Jill et Sidney à ses côtés après avoir été harcelée par Ghostface. Elle assiste ensuite au Stabathon puis organise une petite soirée privée chez elle dans sa grande demeure avant de mourir à la fin du film par la main de Charlie qui était en vérité l'un des tueurs alors que celle-ci tentait de le "sauver" de Ghostface dans une réplique de la mort de Steve Orth du premier Scream.
Toutefois, malgré deux coups de couteau, sa mort n'est pas une certitude. Kirby est révélée avoir survécu à ses blessures dans Scream 5 bien qu'elle n'apparaisse pas dans le film. Elle est en revanche de retour dans Scream 6 : elle est devenue agent spécial au bureau d'Atlanta du FBI et enquête sur les meurtres de Ghostface. Elle aidera Sam et Tara en tuant l'un des trois nouveaux Ghostface.
- Distinctions :
  - 2011 : Fright Meter Awards : meilleure actrice dans un second rôle. (Nommée)

### Trevor Sheldon
- Interprété par : Nico Tortorella, VF : Alexandre Guansé ; VQ : Kevin Houle

Trevor est l'ex-petit ami de Jill. Leur rupture est due à la tromperie de ce dernier, ce qui fait qu'il ne soit pas très apprécié de Kirby, Olivia et Charlie.
Au début du film, il tente de reconquérir Jill sans succès.
Le tueur lui vole ensuite son téléphone pour appeler Kirby et faire accuser Trevor.
Il fait son apparition à la villa de Kirby prétextant avoir reçu un SMS d'invitation de la part de Jill, chose que cette dernière dément. Il disparaît avant de réapparaître lorsque Charlie le jette au sol en le sortant d'un placard. Jill et Charlie viennent d'avouer être les tueurs et Jill achève Trevor d'une balle dans la tête sous les yeux de Sidney. Le plan caché de Jill est de tuer Charlie juste après pour faire croire que les deux tueurs sont Charlie et Trevor.

### Olivia Morris
- Interprétée par : Marielle Jaffe, VF : Delphine Rivière ; VQ : Ariane-Li Simard-Côté

Olivia est une amie proche de Jill Roberts et Kirby Reed. Elle est aussi la voisine de Jill.
Elle est élève au lycée Woodsboro High School, le précédent lycée de Sidney Prescott dans le premier Scream. Malgré son physique avantageux qui laisse penser qu'elle est le stéréotype de la bimbo écervelée, Olivia est très intelligente et est définie comme la fille la « mieux roulée du lycée » par Robbie Mercer, qui est d'ailleurs intéressé par cette dernière. Elle a très peur de Sidney puisque selon elle, en restant près de cette dernière, elle finira par mourir. Elle lui a d'ailleurs donné un surnom, « l'ange de la mort ».
Olivia sera tuée de manière très violente par Ghostface lorsqu'il la surprend dans sa chambre alors que Kirby, Sidney et Jill sont témoins de toute la scène depuis la rue d'en face, chez Jill. Malgré tout, Sidney tentera de sauver la jeune fille en se rendant chez elle à toute vitesse mais ne découvrira que le cadavre d'Olivia affreusement mutilé. Sidney sera alors bouleversée et prendra la mort d'Olivia comme une sorte d'échec, n'ayant pas réussi à la sauver.
- Anecdotes : dans l'une des scènes coupées, l'agent Judy Hicks fait part à Dewey que le corps d'Olivia a été retrouvé avec une chatière autour du cou. C'est à ce moment-là que Dewey compare la mort d'Olivia à celle de sa sœur Tatum, tuée à la fin du premier film.
- Le meurtre d'Olivia est probablement l'un des plus gores et choquant de toute la saga Scream selon les fans des films Scream.

### Robbie Mercer
- Interprété par : Erik Knudsen, VF : Thierry D'Armor ; VQ : Nicholas Savard L'Herbier

Il est un membre comique qui rappelle Randy au sein de la bande de ce nouveau film.
Il porte toujours une caméra portative en forme de casque sur la tête et anime les cours dédiés aux films d'horreurs au sein du lycée avec Charlie, son meilleur ami, avec qui il dévoile les nouvelles règles du film. Il dévoile très vite avoir un faible pour Olivia Morris.
Il anime également le Stabathon avec Charlie.
Il sera tué à la fin du film chez Kirby.

### Rebecca Walters
- Interprétée par : Alison Brie, VF : Natacha Muller ; VQ : Mélanie Laberge

Rebecca est l'attachée de presse de Sidney.
Elle accompagne Sidney lors de sa venue à Woodsboro et semble vouloir profiter du drame qui se reproduit pour percer. D'un naturel gentil mais maladroit, elle se fera remonter les bretelles par Gale lorsque celle-ci lui posera des questions sur sa carrière de journaliste déchue.
Après le meurtre d'Olivia, elle est virée par Sidney et est tuée dans le parking de l'hôpital avant d'être projetée de plusieurs mètres sur un van.

### Adjointe Judy Hicks
- Interprétée par : Marley Shelton, VF : Karine Texier ; VQ : Geneviève Désilets

Elle est la coéquipière de Dewey, également adjointe de ce dernier, et semble être très attirée par lui, le draguant ouvertement ce qui entraîne une relation très difficile entre elle et Gale.
Elle révèle à Sidney avoir été dans la même école qu'elle et avoir joué avec elle dans la même pièce de théâtre, Peter Pan, dans laquelle elle jouait un garçon perdu.
Elle est la première sur place à la maison des Roberts lorsque Kate est assassinée ce qui éveil des doutes chez Sidney.
À la fin du film, c'est elle qui envoie des secours chez Kirby puis qui sauve Gale à l'hôpital avant de se faire tirer dessus. Elle survit grâce au gilet pare-balles qu'elle porte. Dans Scream 5, elle est shérif de Woodsboro. Elle est tuée avec son fils Wes par le nouveau Ghostface.

### Agent Anthony Perkins
- Interprété par : Anthony Anderson, VF : Mohad Sanou ; VQ : François L'Écuyer

Il est un agent de police sous les ordres de Dewey.
Il est chargé avec Hoss de surveiller les maisons de Jill et Olivia ce qui n’empêchera pas cette dernière d'être tuée.
Peu après il monte la garde devant chez Jill avant d'être tué d'un coup de couteau dans le front après que Hoss s'est fait tuer.

### Agent Ross Hoss
- Interprété par : Adam Brody, VF : Olivier Martret ; VQ : Sébastien Reding

Il est également un agent de police sous les ordres de Dewey.
Il est chargé avec Perkins de surveiller les maisons de Jill et Olivia ce qui n’empêchera pas cette dernière d'être tuée.
Peu après il monte la garde devant chez Jill, revient de sa ronde puis est poignardé à mort face à Perkins.

### Kate Roberts
- Interprétée par : Mary McDonnell, VF : Annie Balestra ; VQ : Claudine Chatel

C'est est la mère de Jill Roberts, la tante de Sidney Prescott et la sœur de Maureen Prescott.
Elle est encore très meurtrie par la mort de sa sœur et semble proche de Sidney qu'elle n'hésite pas à faire venir chez elle quelques jours, bien qu'elles soient restées éloignées pendant de nombreuses années.
Elle meurt sous les yeux de Sidney dans sa propre maison, poignardée dans la nuque, alors qu'elles tentaient de s'enfuir pour échapper à Ghostface. Elle est la septième victime du tueur dans ce quatrième volet.

### Jenny Randall
- Interprétée par : Aimee Teegarden, VF : Marie-Eugénie Maréchal ; VQ : Catherine Bonneau

Elle est la meilleure amie de Marnie Cooper et la rivale d'Olivia Morris.
Jenny est une jeune fille très intelligente au Q.I. sur-développé. Il se pourrait qu'elle soit la jeune fille avec qui Trevor a trompé Jill. Effectivement, lorsque le tueur appelle Jenny, la jeune fille croit tout d'abord qu'il s'agit de Trevor. Lors de la séquence introductive, elle et Marnie regardent Stab 7 et elle raconte l'histoire vraie ayant inspirée les films à son amie. Lui faisant ensuite une blague à l'étage de la maison, elle se met à la recherche de Marnie au rez-de-chaussée lorsque cette dernière disparaît. Jenny est ensuite harcelée par un nouveau Ghostface qui la traque et qui balance Marnie par une fenêtre du salon. Jenny s'enfuit alors mais est rattrapée par le tueur qui lui donne un coup de couteau dans le dos et qui la paralyse avec le rideau du garage. Il l'achève alors d'un autre coup de couteau. Jenny est donc la seconde victime de Scream 4.
- Anecdote : dans la scène d'ouverture alternative, Jenny devait être la première victime, mourant sous les yeux de Marnie.

### Marnie Cooper
- Interprétée par : Brittany Robertson, VF : Audrey Sablé

Marnie Cooper est une élève du Woodsboro High School, l'ancien lycée de Sidney. Elle est également la meilleure amie de Jenny Randall et par conséquent une rivale d'Olivia Morris.
Un soir, alors qu'elle regarde Stab 7 avec Jenny, cette dernière lui fait croire qu'elle a entendu du bruit et monte dans sa chambre. Alors que Jenny lui fait une blague au premier étage, Marnie est attaquée et tuée par Ghostface au rez-de-chaussée. Son cadavre est jeté à travers la vitre du salon et semble avoir été poignardée. Elle est la première victime de ce quatrième volet.
Plus tard, la vidéo de son meurtre est montrée à Sidney par Charlie, l'auteur du crime.
- Anecdote : Dans une scène coupée, le cadavre de Marnie est découvert par la police, pendu au plafond (en rapport avec Casey Becker), et le corps de Jenny aurait dû être découvert sur une chaise (en rapport avec Steven Orth). Dans la scène d'ouverture alternative, Marnie aurait dû être la victime principale.
- Son nom, Cooper, pourrait laisser croire qu'elle est de la même famille que Cici Cooper qui est l'une des victimes de Scream 2.

## Personnages divers deScream(2022)

### Tara Carpenter
- Interprétée par : Jenna Ortega, VF : Emmylou Homs ; VQ : Marilou Martineau

### Samantha «Sam» Carpenter
- Interprétée par : Melissa Barrera, VF : Charlotte D'Ardalhon ; VQ : Kim Jalabert

### Wes Hicks
- Interprétée par : Dylan Minnette, VF : Gauthier Battoue ; VQ : Alexis Lefebvre

### Mindy Meeks-Martin
- Interprétée par : Jasmin Savoy Brown, VF : Alice Taurand ; VQ : Cynthia Trudel

### Chad Meeks-Martin
- Interprétée par : Mason Gooding, VF : Théo Gebel (Scream (2022)) puis Geoffrey Loval (Scream VI) ; VQ : Alexandre Bacon

### Liv McKenzie
- Interprétée par : Sonia Ben Ammar, VF : elle-même ; VQ : Élisabeth Gauthier Pelletier

Une des amies de Tara et l'ex-petite amie de Chad. Elle est tuée d'une balle dans la tête par Amber qui se révèle comme un des nouveaux Ghostface.

### Vincent «Vince» Schneider
- Interprétée par : Kyle Gallner, VF : Alexis Ballesteros

Le fils de Leslie Macher (la sœur de Stu Macher). Il est tué par le nouveau Ghostface.

## Assassins des films

### Billy Loomis
- Interprété par : Skeet Ulrich, VF : Lionel Melet (Scream) puis Guillaume Lebon (Scream (2022) et VI) ; VQ : Sylvain Hétu

Scream
Il est le petit ami de Sidney et est un grand fan de films d'horreur.
Ce dernier reproche à Sidney que, malgré leurs deux ans de relation, ils n'ont toujours pas couché ensemble.
À la suite d'une série de meurtres, Billy devient suspect quand il est trouvé dans la maison de Sidney avec un téléphone portable peu de temps après qu'elle a été agressée par une personne portant un masque et qui l'a menacé par téléphone. Billy passe une nuit en prison et est libéré le lendemain faute de preuves. Il est innocenté du fait que le tueur ait appelé Sidney cette nuit-là chez Tatum.
Billy et Sidney se réconcilient lors d'une fête donnée par Stu, mais il se fait ensuite poignarder par le tueur après avoir enfin couché avec Sidney.
Plus tard, Billy toujours bien vivant, prend l'arme de Sidney et tire sur Randy, l'un des derniers survivants du massacre. Billy explique alors qu'il n'a en réalité pas été poignardé, que Stu est son complice et qu'ils ont tué la mère de Sidney un an plus tôt. Il explique son geste en disant que Maureen, la mère de Sidney, avait eu une liaison avec son père, ce qui a causé le départ de la mère de Billy dont il ne s'est jamais remis. Après avoir été blessé par Stu en se laissant délibérément poignarder pour se faire passer pour une victime, il se fait finalement tuer d'une balle dans la tête par Sidney après s'être pris une première balle de Gale qui sauvera Sidney.
- Distinctions
  - 1997 : Saturn Awards : meilleur acteur dans un second rôle. (Nommé)
  - 1997 : Fangoria Chainsaw Awards : meilleur acteur dans un second rôle. (Nommé)

Scream 2
Billy est mentionné à plusieurs reprises dans le film par Cotton Weary au poste de police lorsqu'il crie "Je ne suis pas Billy Loomis" alors qu'il devient suspect dans la nouvelle vague de meurtre ainsi que par Mickey qui compare ses actes avec deux de Billy face à Sidney peu avant le dénouement final. Le tueur principal de ce second volet est Mme. Loomis, la mère de Billy.
Scream 3
Il est montré par l'intermédiaire de Roman la façon dont Billy s'est motivé à tuer Maureen Prescott. Il est aussi mentionné par Gale lorsqu'elle se trouve au commissariat peu avant l'arrivée de Sidney.
Scream (2022)
Étant mort, Billy apparaît comme vision à Sam car elle est sa fille. Il l'invite à embrasser son côté obscur pour défendre Tara. A la fin du film, il aide Sam en lui montrant le couteau avec lequel elle tue Richie, l'un des deux nouveaux Ghostface. Il est vu une dernière fois à la fin du film, souriant à Sam, signifiant qu'il est fier d'elle.
Scream VI
Billy apparaît de nouveau comme vision à Sam l'encourageant à prendre la relève. Mais à la fin du film Sam prend le masque de Ghostface ayant appartenu à son père et le laisse tomber par terre, signifiant qu'elle met fin à son héritage sanglant.

### Stuart Macher
- Interprété par : Matthew Lillard, VF : Thierry Ragueneau ; VQ : François Godin

Scream
Stuart "Stu" Macher est le petit ami de Tatum Riley, l'ex petit-ami de Casey Becker, et l'ami de Sidney, Randy et Billy Loomis. Il semble être le comique de la bande.
Après une série de meurtres dans la ville de Woodsboro, à commencer par le meurtre de Casey Becker et de son petit ami, les cours sont suspendus. Il se défend face aux accusations de Randy en dévoilant avoir passé la nuit avec Tatum lorsque Casey fut tuée.
Malgré les 3 attaques récentes, le couvre-feu et un meurtrier en liberté, Stu donne une fête chez lui le soir même pour célébrer les cours suspendus. Lors de sa fête, un massacre est perpétré : Tatum et Kenny sont violemment assassinés tandis que Dewey, Gale et Randy sont blessés. Stu se révèle être le complice de Billy et tente de tuer Sidney, en lui dévoilant au passage avoir toujours eu un faible pour elle, mais elle prend le dessus et lui balance le téléviseur sur la tête, il meurt électrocuté.
Scream 2
Stuart est mentionné par Randy peu avant que ce dernier ne soit tué.
- Anecdotes : Matthew Lillard fait une apparition caméo dans Scream 2 lors d'une fête dans une résidence universitaire.

Scream 3
Il est mentionné par Gale au commissariat puis par Roman lorsque ce dernier explique à Sidney qu'il est à l'origine du massacre de Woodsboro en ayant dévoilé les infidélités du père de Billy avec Maureen.
Scream 4
Il est mentionné une dernière fois lorsque Jill et Charlie se révèlent être les deux nouveaux tueurs.
Scream (2022)
Stu est mentionné dans le film et son neveu Vince Schneider est tué par le nouveau Ghostface.
Scream VI
Stu est mentionné une dernière fois par Quinn Bailey, cette dernière déclarant qu'il est son tueur préféré.

### Debbie Salt/Nancy Loomis
- Interprétée par : Laurie Metcalf, VF : Josiane Pinson ; VQ : Chantal Baril

Elle est en réalité la mère de Billy et l'ex-femme de Hank Loomis qu'elle quittera lorsqu'elle apprendra la tromperie de ce dernier avec Maureen Prescott.
Scream 2
Elle se présente comme étant journaliste. Elle à ensuite tendance à casser les pieds de Gale en faisant la lèche botte.
Au cours d'une journée, elle pense que le tueur fait partie des habitants de Woodsboro puisqu'il tue des gens qui ont les mêmes noms et prénoms que les victimes de cette ville.
Elle se révélera être en réalité la mère de Billy et le tueur principal des meurtres. Elle dévoile son mobile : tout simplement venger son fils. Elle tire sur Mickey avant de s'en prendre à Sidney et d'être abattue d'une balle dans la gorge par Cotton. Sidney lui tirera ensuite une balle dans la tête comme pour son fils pour s'assurer qu'elle soit bien morte.
Scream VI
Debbie est mentionnée plusieurs fois dans le film. Son vrai nom est Nancy Loomis.

### Mickey Altieri
- Interprété par : Timothy Olyphant, VF : Boris Rehlinger ; VQ : Jacques Lussier

Scream 2
Mickey est étudiant en cinéma de la Fac de Windsor et est le meilleur ami de Derek. Comme Randy, il montre un vif intérêt pour les films d'horreur et les suites de films au cinéma.
Durant le film, il se montre amusant et présent pour Sidney.
Mickey se révèle être en réalité un des tueurs de Windsor, avec sa complice Mme Loomis. Mickey se défend des crimes qu'il a commis en prétendant que seul le cinéma est responsable de son état. Il meurt, abattu par Mme Loomis, puis par Sidney et Gale dans l’amphithéâtre de la Fac à la fin du film.
Scream VI
Mickey est mentionné dans le film.

### Roman Bridger
- Interprété par : Scott Foley, VF : Loïc Houdré ; VQ : Antoine Durand

Avant les événements de Scream
Roman est le fils de Maureen Prescott, issu d'un viol à Hollywood chez John Milton, et est par conséquent le demi-frère de Sidney.
Rejeté par sa mère Maureen lorsqu'il la retrouve, disant qu'il était le fils de Rina Reynolds et que Rina était morte, Roman trouve alors l'idée d'un film amateur retraçant la vie de Maureen et surtout des relations qu'elle a eues avec Cotton Weary et le père de Billy, Hank Loomis. Il expliquera dans Scream 3 qu'il est donc à l'origine du mobile de Billy, mobile qui le poussera à assassiner Maureen, et qu'il avait aussi choisi avec Billy un complice, Stu, au cas où.
Scream 3
Roman Bridger est le réalisateur de Stab 3: retour à Woodsboro. Aucune personne ne connaît son passif.
Il semble avoir eu une relation amoureuse ou en tout cas basé sur le sexe avec Jennifer Jolie. Après les premiers meurtres, il semble totalement en panique, la peur que le tournage de son film soit stoppé.
Lors de sa fête d'anniversaire au manoir de John Milton, Roman se trouve dans le sous-sol, apparemment mort, son "cadavre" étant retrouvé par Gale et Jennifer. Ghostface attire plus tard Sidney dans une pièce du manoir et lui explique qu'il a cherché toute sa vie sa mère du nom de Rina Reynolds, et qu'il l'a retrouvée il y a 4 ans (avant les événements du premier Scream). Il pensait qu'elle allait l'accueillir mais il découvrit qu'elle avait changé de vie et de nom pour Maureen Prescott. Ghostface révèle son identité et s'avère être Roman. Il révèle que c'est également lui qui a utilisé Billy Loomis pour se venger et a probablement trouver Stu pour être son complice. Estimant que Sidney lui a tout pris, y compris la célébrité, Roman essaie de la tuer mais il est abattu finalement par Dewey, d'une balle à la tête.
Scream VI
Roman est mentionné dans le film.
- Distinctions :
  - 2000 : Teen Choice Awards : meilleur méchant. (Nommé)

### Jill Roberts
- Interprétée par : Emma Roberts, VF : Daniela Labbé-Cabrera ; VQ : Claudia-Laurie Corbeil

Scream 4
Elle est la cousine de Sidney et est aussi "l'héroïne" de la nouvelle génération de Scream 4.
Elle est la meilleure amie de Kirby et une amie d'Olivia, qui est aussi sa voisine. Trevor Sheldon est son ex-petit copain, qui l'a trompée, mais semble avoir encore de gros sentiments pour lui.
Elle semble très attristée après avoir assistée à la mort d'Olivia, un soir alors qu'elle passait la soirée avec Kirby. Lors de ce même soir, elle est attaquée aux côtés de Sidney alors qu'elles se trouvent chez Olivia peu après que Sidney a découvert le corps de son amie. Jill est alors lacérée au bras.
Puis, elle est forcée de rester enfermée chez elle après la mort d'Olivia et les récents événements mais décide de s'enfuir avec Kirby pour participer à sa soirée privée.
Après un dernier massacre dans lequel Kirby est laissée pour morte et Robbie et Trevor perdent la vie, c'est là-bas qu'elle dévoile être le tueur à la surprise générale. Elle explique avoir décidée de tuer l'ensemble de ses amis et même sa propre mère pour correspondre en tout point à l'histoire de Sidney et devenir la nouvelle grande survivante de Woodsboro, lui apportant célébrité, argent et gloire. Elle tue son complice Charlie, avec qui elle était en couple au passage, puis blesse gravement Sidney.
Alors que tout le monde pense que Jill est la seule survivante du massacre chez Kirby, elle est amenée à l'hôpital mais apprend là-bas que Sid a survécu aux coups de couteau qu'elle lui a infligés. Elle agresse Sidney alors que celle-ci se remet de sa blessure, blesse Dewey puis tire sur Hicks et s'apprête à abattre Gale mais trouve la mort d'une balle en plein cœur par Sidney alors que les journalistes, ignorant tout, dressent d'elle le portrait d'une héroïne.
Scream VI
Jill est mentionnée plusieurs fois dans le film. Kirby est montrée furieuse en se souvenant d'elle.

### Charlie Walker
- Interprété par : Rory Culkin, VF : Yoann Sover ; VQ : Philippe Martin

Scream 4
Il est un personnage effacé et pas très sûr de lui en apparence. Il assume toutefois avoir des vues sur Kirby avec qui il flirte jusqu'à la fin du film.
Il anime un "cours" dédié aux films d'horreur ainsi que le Stabathon, festival qui projette les films Stab.
Après cette fête, il est présent à la soirée de Kirby où il fait mine d'être agressé par Ghostface. Alors qu'il reproduit la mort de Steve Orth du premier film, il poignarde Kirby alors que cette dernière venant le délivrer de la chaise sur laquelle il était attaché.
Puis, il dévoile des vidéos des meurtres qu'il a lui-même filmés avant d'être achevé par Jill.
Scream VI
Charlie est mentionné plusieurs fois dans le film. Kirby est montrée furieuse en se souvenant de lui, car il a tué Olivia et a essayé de la tuer aussi.

### Amber Freeman
Scream (2022)
Amber fait partie du groupe d'amis de Sam et Tara. Elle apparaît comme étant protectrice surtout envers Tara. Mais lorsqu'elle tue brutalement Liz McKenzie d'une balle dans la tête, elle se révèle comme la nouvelle Ghostface. Il sera révélé que Richie Kirsch, le petit ami de Sam est son complice et amant. Amber révèlera qu'elle a découvert le secret de Sam grâce à sa mère devenue alcoolique. Amber révèlera aussi que c'est elle qui a tué Dewey, provoquant la colère de Gale et Sidney. Elle sera gravement brûlée par Gale et achevée d'une balle dans la tête par Tara.
Scream VI
Amber est mentionnée dans le film, surtout par Sam quand elle dit aux trois nouveaux Ghostface que Richie était un lâche incapable de tuer et qu'il envoyait Amber faire tout le travail.

### Richie Kirsch
Scream (2022)
Richie est le petit ami de Sam. Mais en réalité il est le complice d'Amber et son amant. Il attaque Tara, la jeune sœur de Sam, manquant de la tuer de peu pour obliger Sam à revenir à Woodsboro. Il se révèle comme l'un des deux nouveaux Ghostface quand il poignarde Sam au moment où elle allait tuer Amber dans son costume de Ghostface. A la fin du film, quand la bagarre entre les tueurs et les survivants commence, Richie se réserve le droit de tuer Sam. Alors qu'il est sur le point de la tuer, Sam lui dit qu'elle crée une nouvelle règle et quand Richie lui demande ce que c'est, Sam réplique : "N'emmerde jamais la fille d'un tueur en série." avant de le poignarder 22 fois et de l'achever en lui tranchant la gorge et en lui tirant une balle dans la tête avec le pistolet que lui donne Sidney.
Scream VI
Richie est mentionné plusieurs fois dans le film. Ses anciens camarades Jason Carvey et Greg Bruckner veulent commencer un nouveau film de massacres pour l'honorer, mais ils sont tués par Wayne Bailey qui se réserve le droit de venger son fils aîné avec l'aide de ses deux autres enfants Ethan Landry et Quinn Bailey.

### Jason Carvet
Scream VI
Avec son complice et petit ami Greg Bruckner, Jason veut commencer un nouveau film de meurtres pour honorer Richie en commençant par tuer sa professeure Laura Crane parce qu'elle lui avait mis une mauvaise note. Ses prochaines cibles seront Sam et Tara, mais après avoir tué Laura, il retrouvera Greg découpé en morceaux dans son frigo et sera tué par le nouveau Ghostface, (Wayne Bailey), qui se réserve le droit de tuer Sam et Tara pour venger Richie.

### Wayne Bailey
Scream VI
Wayne est un détective de la police de New York. Lorsque sa fille, Quinn Bailey, est "tuée" par Ghostface en plus d'Anika Kayoko, la petite amie de Mindy, il s'engage à aider Sam et Tara à coincer le Tueur. Mais dans le sanctuaire des Ghostface, il tire sur Kirby révélant qu'il est l'un des trois nouveaux Ghostface. Les deux autres se démasquent révélant Ethan Landry et Quinn. Wayne révèle qu'il a simulé la mort de sa fille à l'aide d'un mannequin. Il révèle aussi qu'il a lancé les rumeurs disant que Sam était responsable des meurtres de Woodsboro l'année dernière, qu'Ethan est son fils, que sa famille a changé d'identité et est venue à New York pour se venger de Sam et Tara. Grâce à une allusion de Wayne, Sam comprend qu'ils sont la famille de Richie et qu'ils ont fait tout ça pour le venger. Sam les provoque en leur disant que Richie était un petit bébé qui demandait à Amber de tuer pour lui. Lorsque la bagarre éclate, Sam tue personnellement Quinn et enfile le costume et le masque de son père, puis poignarde Wayne 40 fois avant de l'achever en le poignardant dans l’œil.

### Quinn Bailey
Scream VI
Quinn est la fille du détective Wayne et la colocataire de Sam et Tara. Elle sera "tuée" par le nouveau Ghostface. Mais dans le sanctuaire des Ghostface, elle se révèlera être toujours vivante et l'un des trois nouveaux Ghostface. Son père révèlera qu'il l'a aidée à simuler sa mort avec un mannequin. Quinn se révèlera être aussi la sœur d'Ethan Landry, le troisième Ghostface, et la sœur de Richie. Durant la bagarre, Quinn essaiera de tuer Sam. Après que Tara ait "tué" Ethan, Sam réplique qu'elle vient encore de perdre un frère avant de la tuer d'une balle dans la tête.

### Ethan Landry
Scream VI
Ethan est le coloc de Chad et Mindy. Après la mort d'Anika, la petite amie de Mindy, Chad et elle le suspecteront d'être le Tueur. Et ils auront raison car dans le sanctuaire des Ghostface, Ethan se révèlera être l'un des trois nouveaux Ghostface. Il révèlera aussi être le fils du détective Wayne et le frère de Quinn et Richie. Durant la bagarre, il essaiera de tuer Tara qui le poignardera dans la bouche le tuant apparemment. Mais après la mort de son père et de sa sœur, Ethan se relève et tente d'attaquer Sam et Tara, il sera tué pour de bon par Kirby qui lui fait tomber sur la tête, la télé ayant été utilisée par Sidney pour tuer Stu Macher.

## Galerie

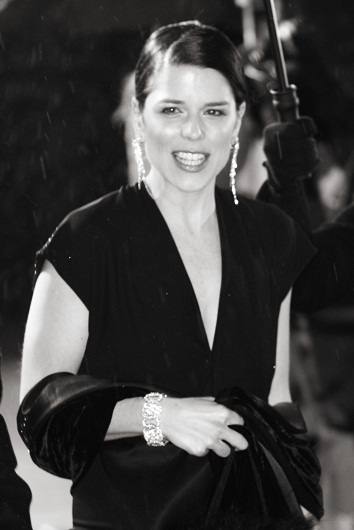
Neve Campbell
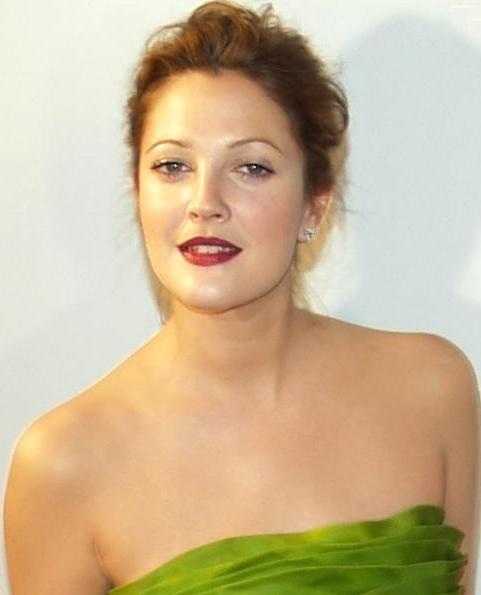
Drew Barrymore
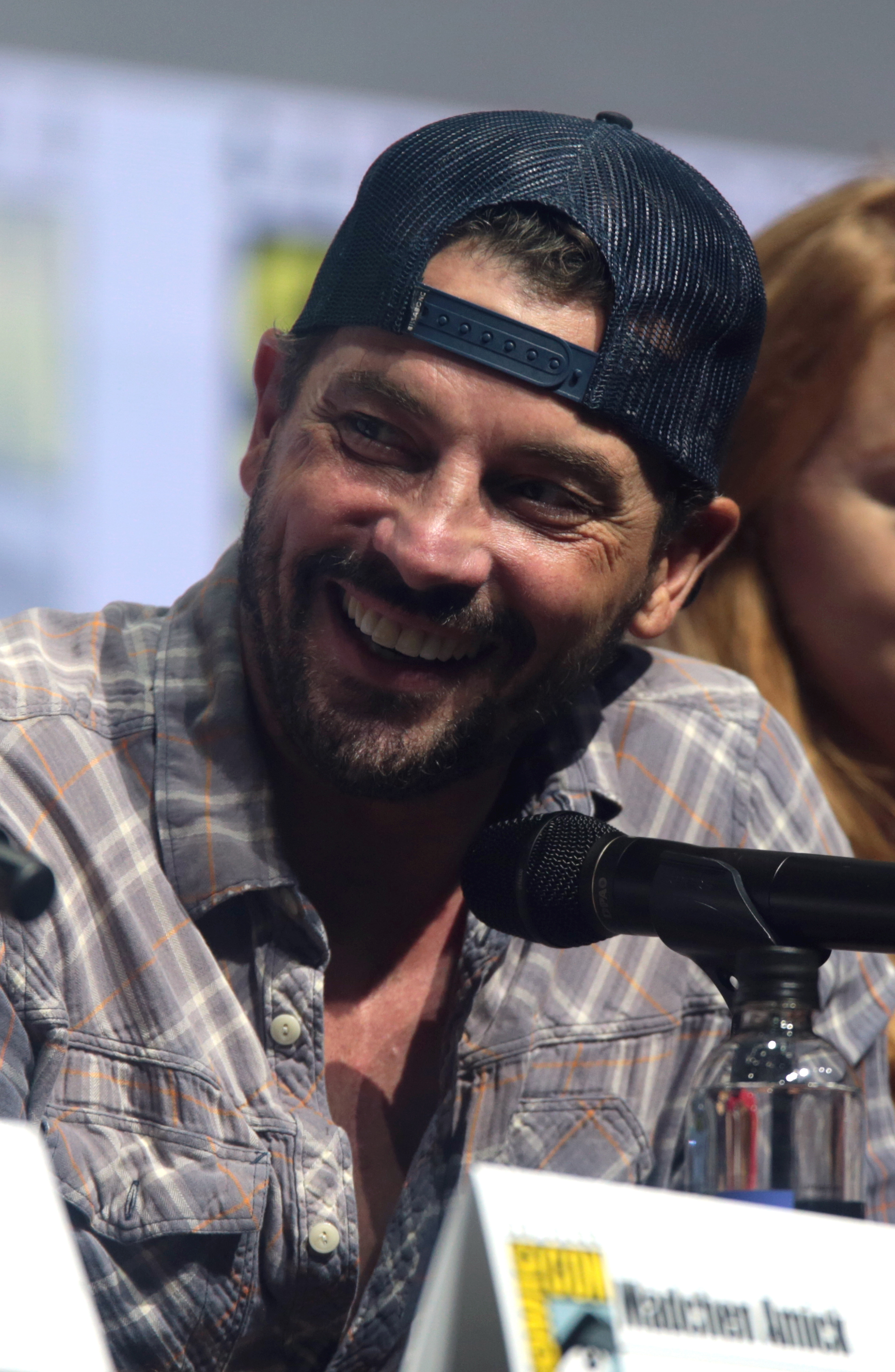
Skeet Ulrich
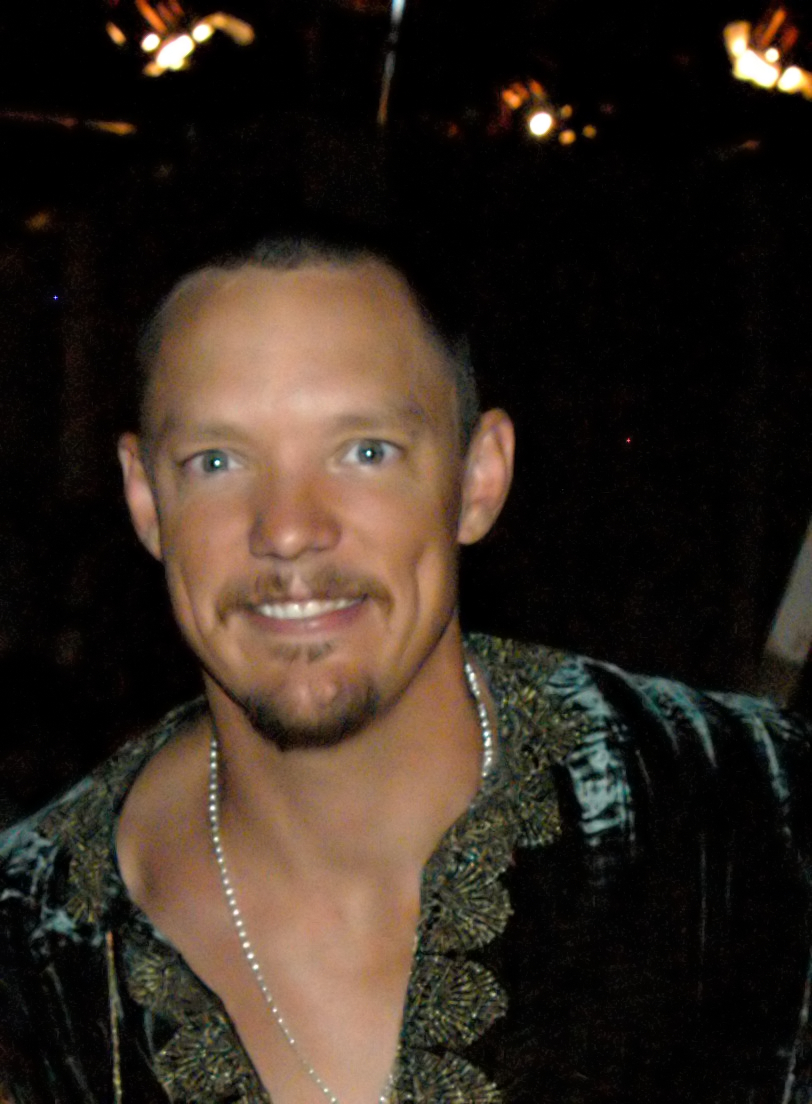
Matthew Lillard
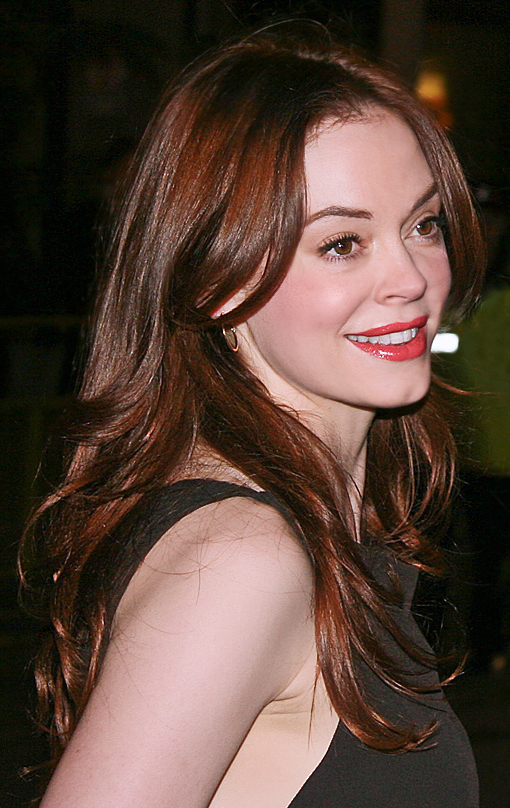
Rose McGowan
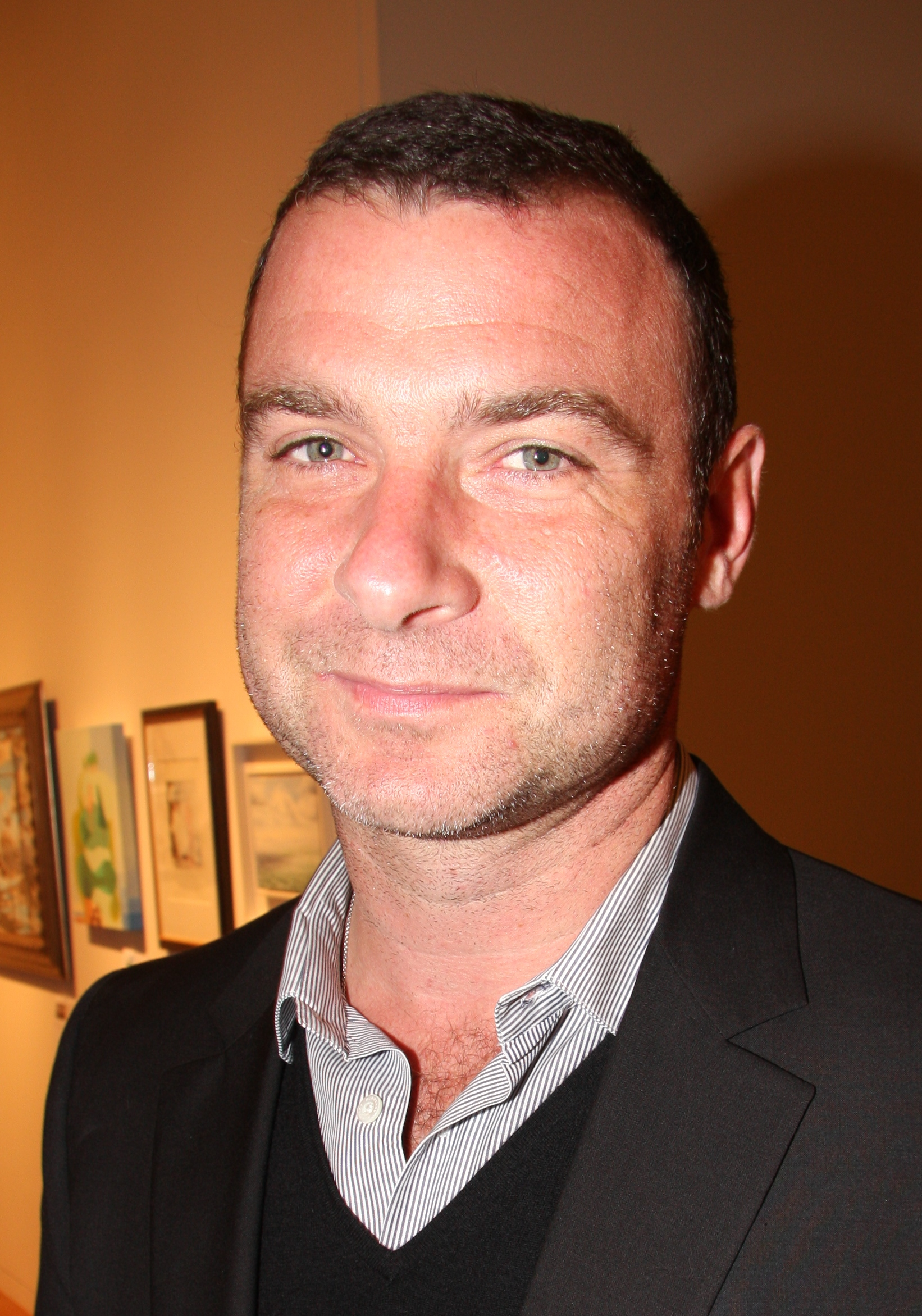
Liev Schreiber
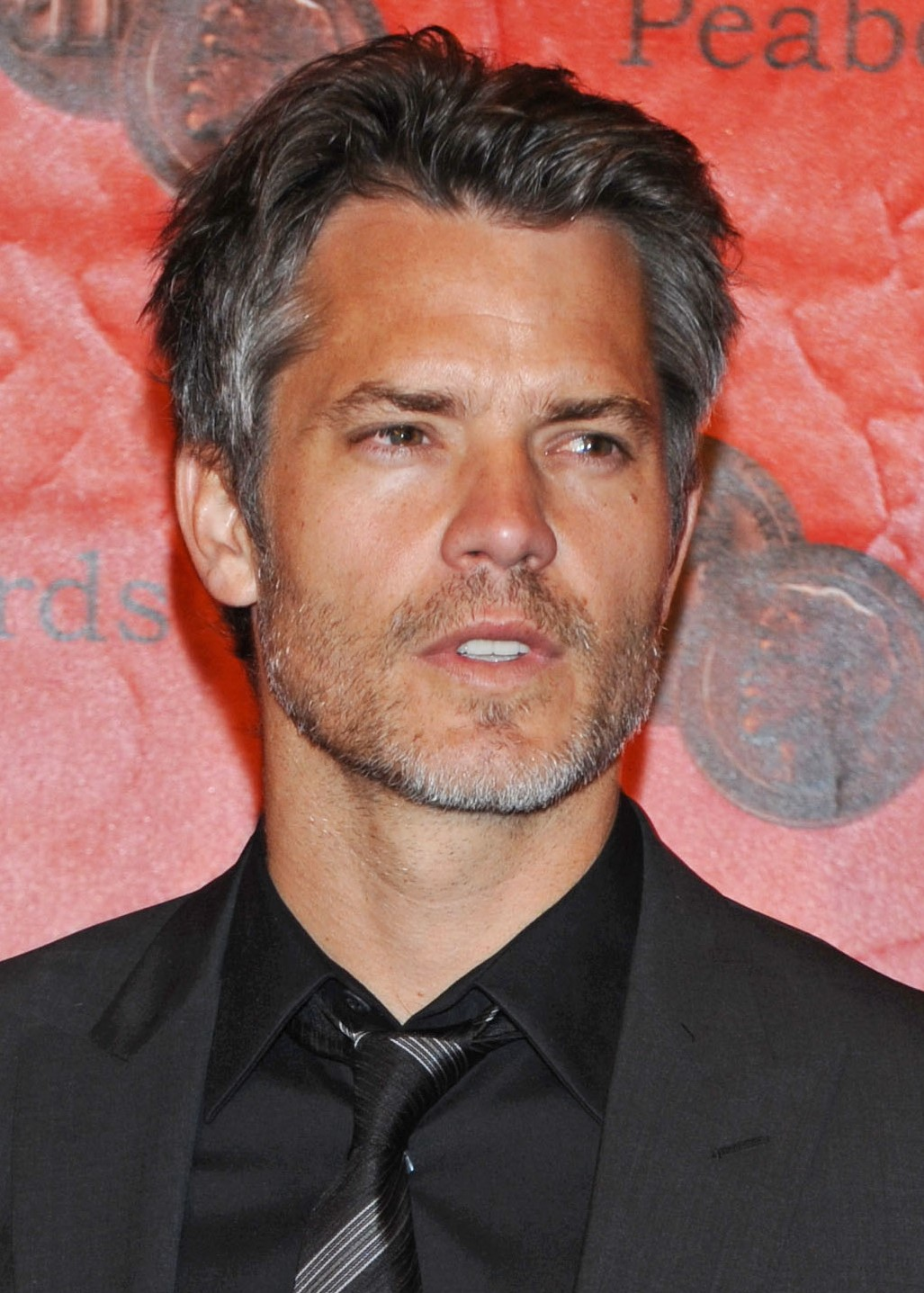
Timothy Olyphant
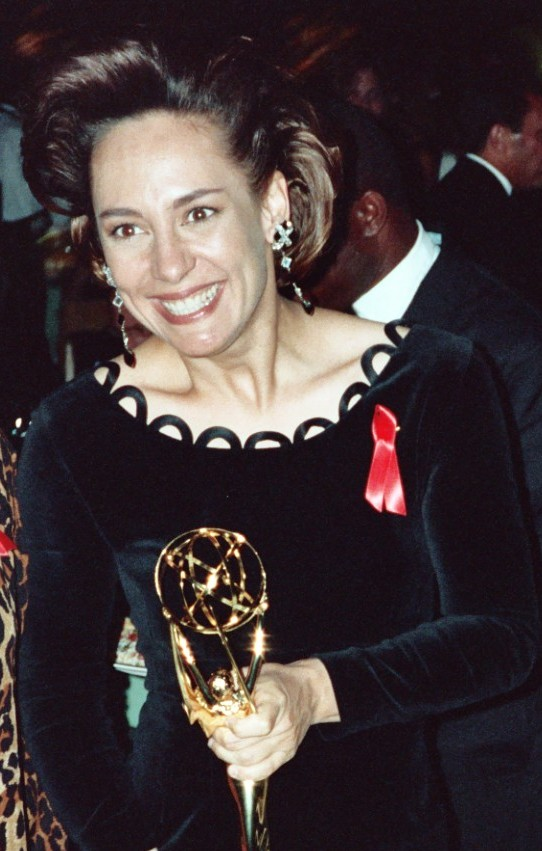
Laurie Metcalf
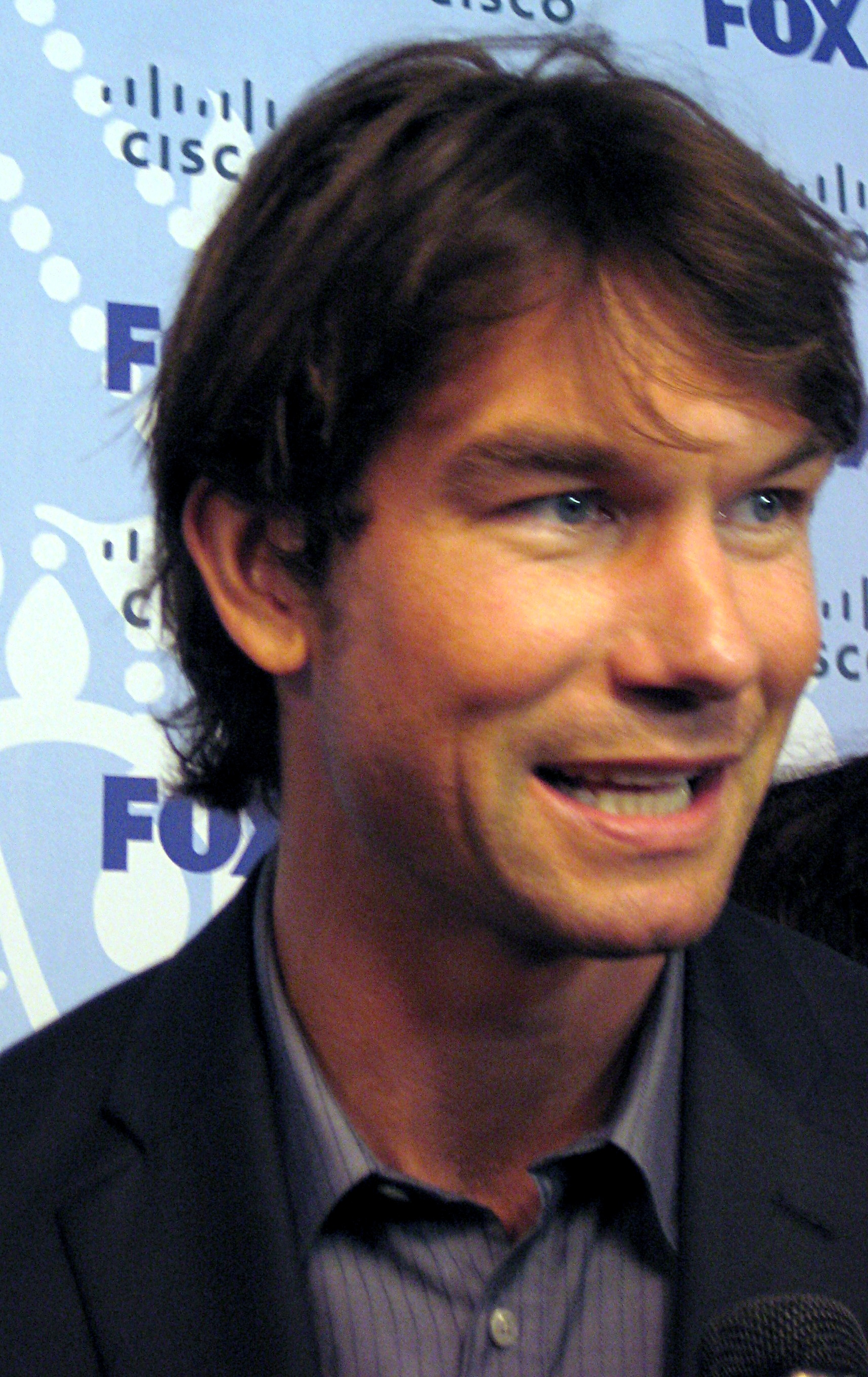
Jerry O'Connell
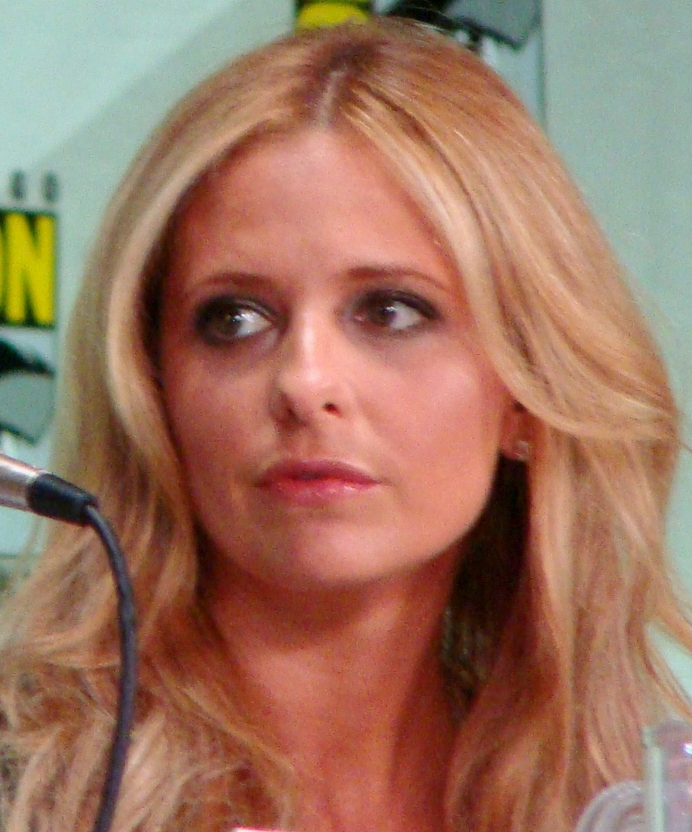
Sarah Michelle Gellar
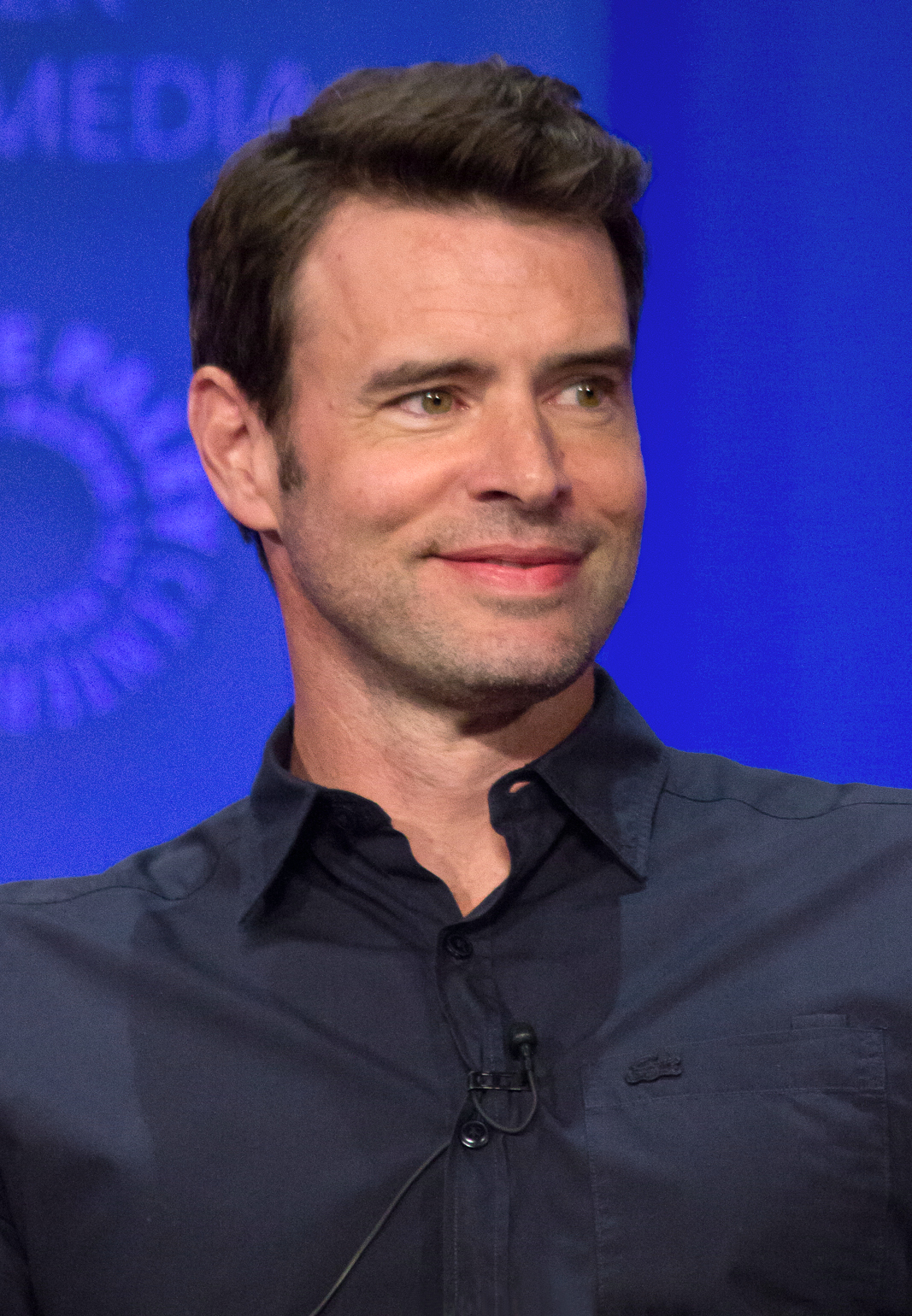
Scott Foley
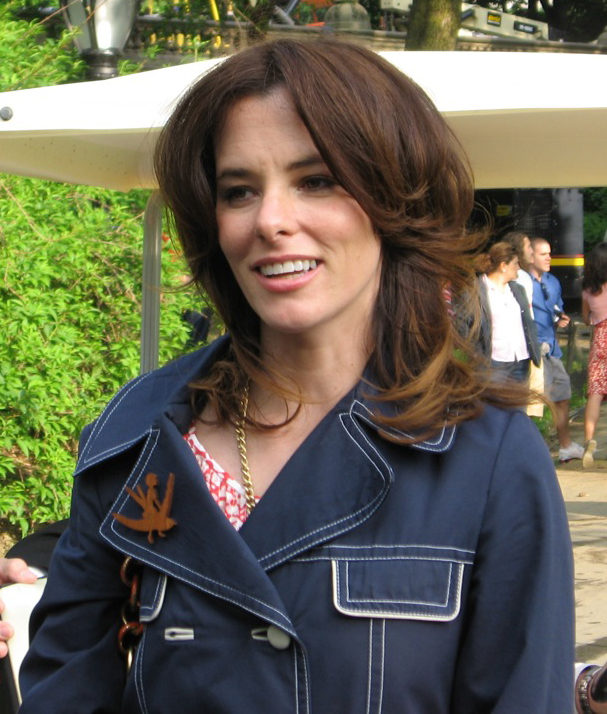
Parker Posey
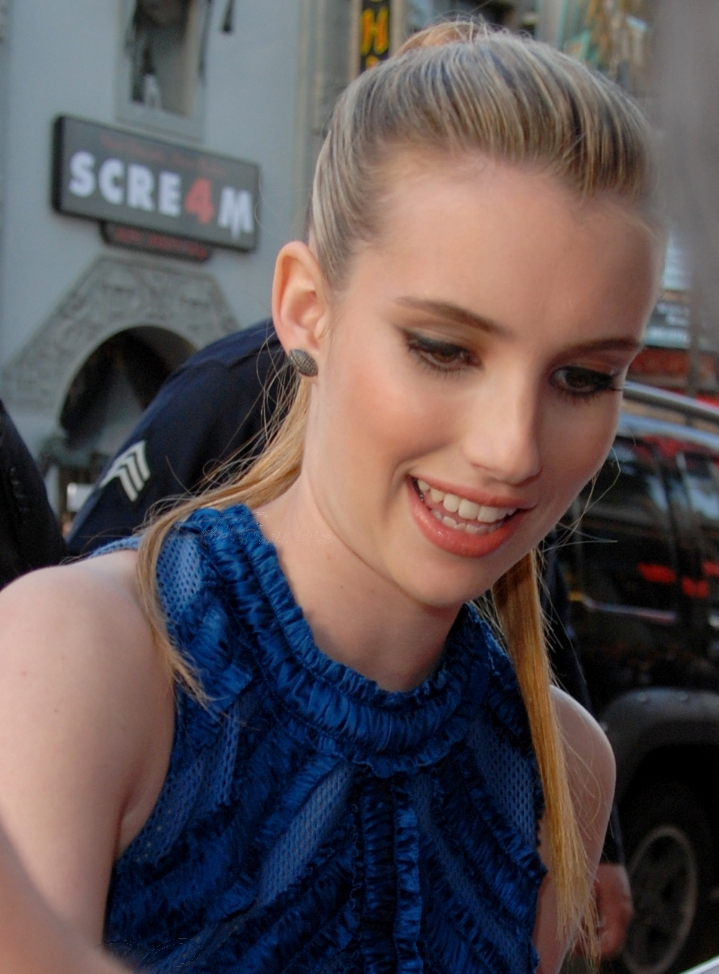
Emma Roberts
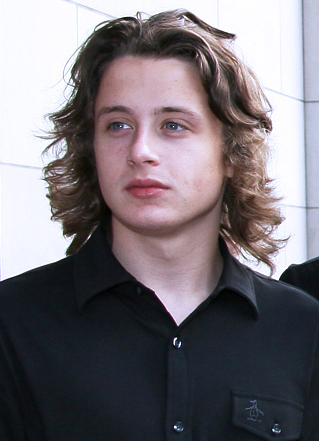
Rory Culkin
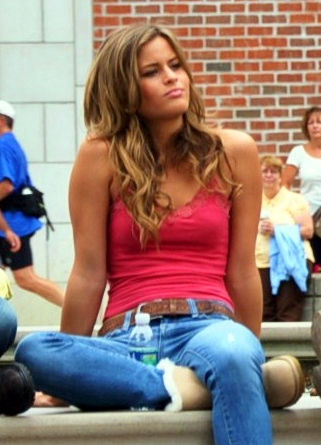
Marielle Jaffe